# Biserica de lemn din Brebina

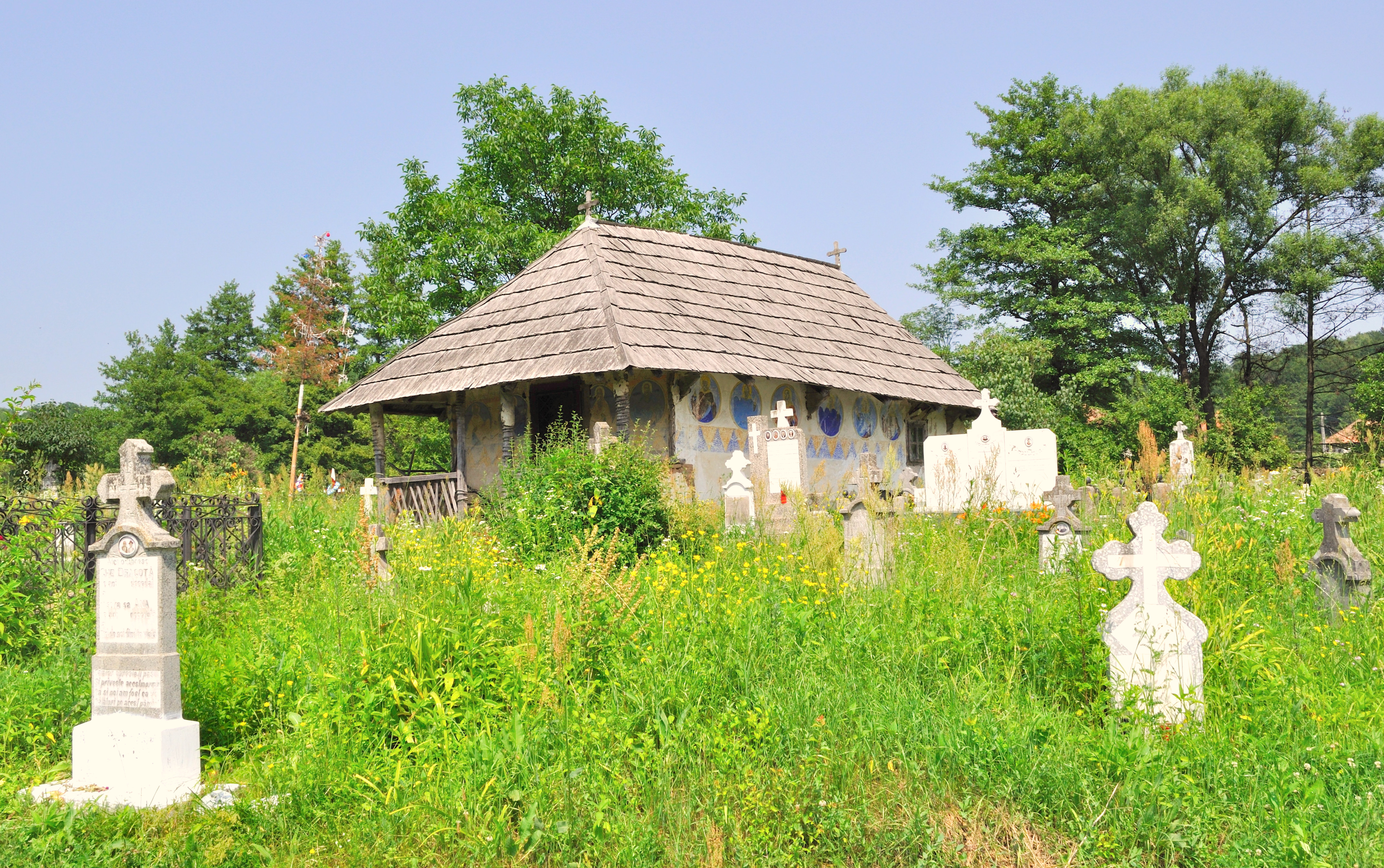
Biserica de lemn „Sfinţii Apostoli Petru și Pavel” din Brebina, foto: iunie 2010.

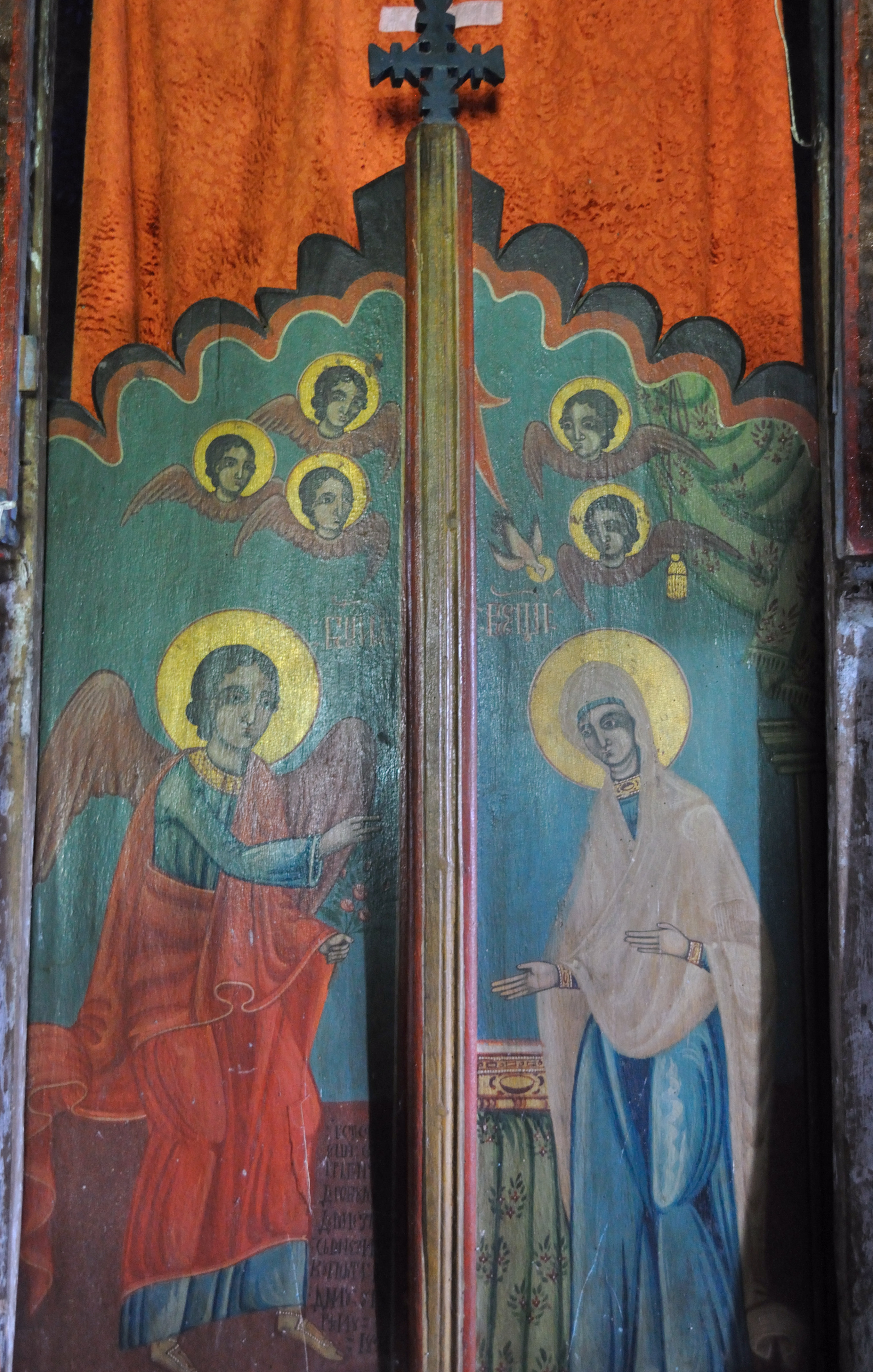
Ușile împărătești pictate de Simion Zugravul

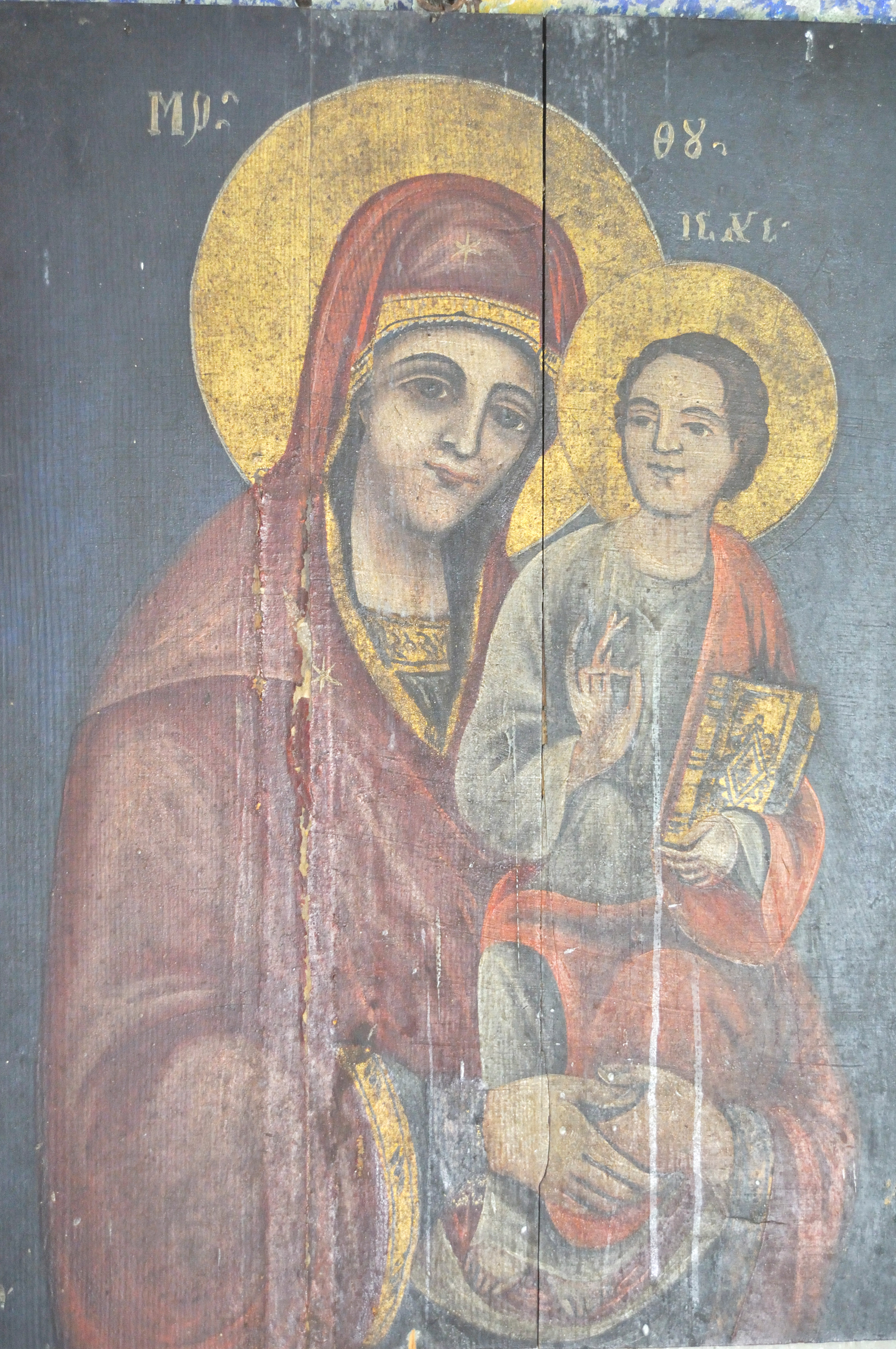
Maica Domnului cu Pruncul, pictură pe lemn, înc.sec.XIX

Biserica de lemn din Brebina, oraș Baia de Aramă, județul Mehedinți, a fost construită în jur de 1757, refăcută în 1835 . Are hramul „Sfinții Apostoli Petru și Pavel”. Biserica se află pe noua listă a monumentelor istorice sub codul LMI:  MH-II-m-B-10269.

## Istoric și trăsături
Potrivit Catagrafiei localităților și monumentelor feudale din județul Mehedinți pe anul 1840, biserica din Brebina se ridica la anul 1756 pe moșia lui Hagii de către „d-na Anghelina și popa Iovan Popescu”. Informația catagrafiei este susținută și de două icoane pe blat de lemn, „Soborul Sf.Îngeri” și „Sf.Ioan Botezătorul”, pictate de Nicolae Zugravul la 1757 (icoanele se află la Depozitul eparhial Strehaia). Simion Zugravul pictează la 1834, la comanda lui Dinu Ungureanu, ușile împărătești. Pisania aflată în biserică arată că la anul 1869 „s-au ridicat această sfântă și dumnezeiască biserică pe temelie de piatră...” cu cheltuiala preotului Iordache, a lui Ioniță Piciu din Baia de Aramă și a locuitorilor din Brebina care au contribuit cu zile-muncă. Considerăm că la anul 1869 biserica se reface folosind din vechea biserică materialul bun și înlocuind pe cel uzat. Alte refaceri au avut loc în 1922, 1934 și 1958. Ele au fost încrustate în bârna lungă a pridvorului spre veșnica pomenire.
Biserica „Sfinții Apostoli Petru și Pavel” este de tip navă, fără turle. Locul lor este marcat pe coama acoperișului de două cruci treflate. Este construită din bârne groase, pe o fundație de piatră, cu tencuială din var și nisip. Pridvorul sprijinit de stâlpi sferici este delimitat de o balustradă înaltă, din șipcă de lemn dublă, orientată pe diagonala ancadramentului, cu un decor original de romburi succesive. Pictura, interioară cât și exterioară, se prezintă sub formă de medalioane, cu imagini ale apostolilor (exterior) și sfinților militari (interior). 
Eforturile comunității locale, puternic pauperizată în ultimele două decenii, au fost îndreptate către terminarea bisericii de zid, la care lucrările au fost începute în perioada 1935-1942 și apoi sistate datorită războiului și noului regim politic. Biserica, cu hramul „Sfinții Apostoli Petru și Pavel” și „Sfântul Mare Mucenic Dimitrie” a fost sfințită în anul 1996 de către P.S. Damaschin Severineanul. În toată această perioadă vechea bisericuță de lemn din Brebina s-a degradat continuu și necesită lucrări urgente de reparații.

## Imagini

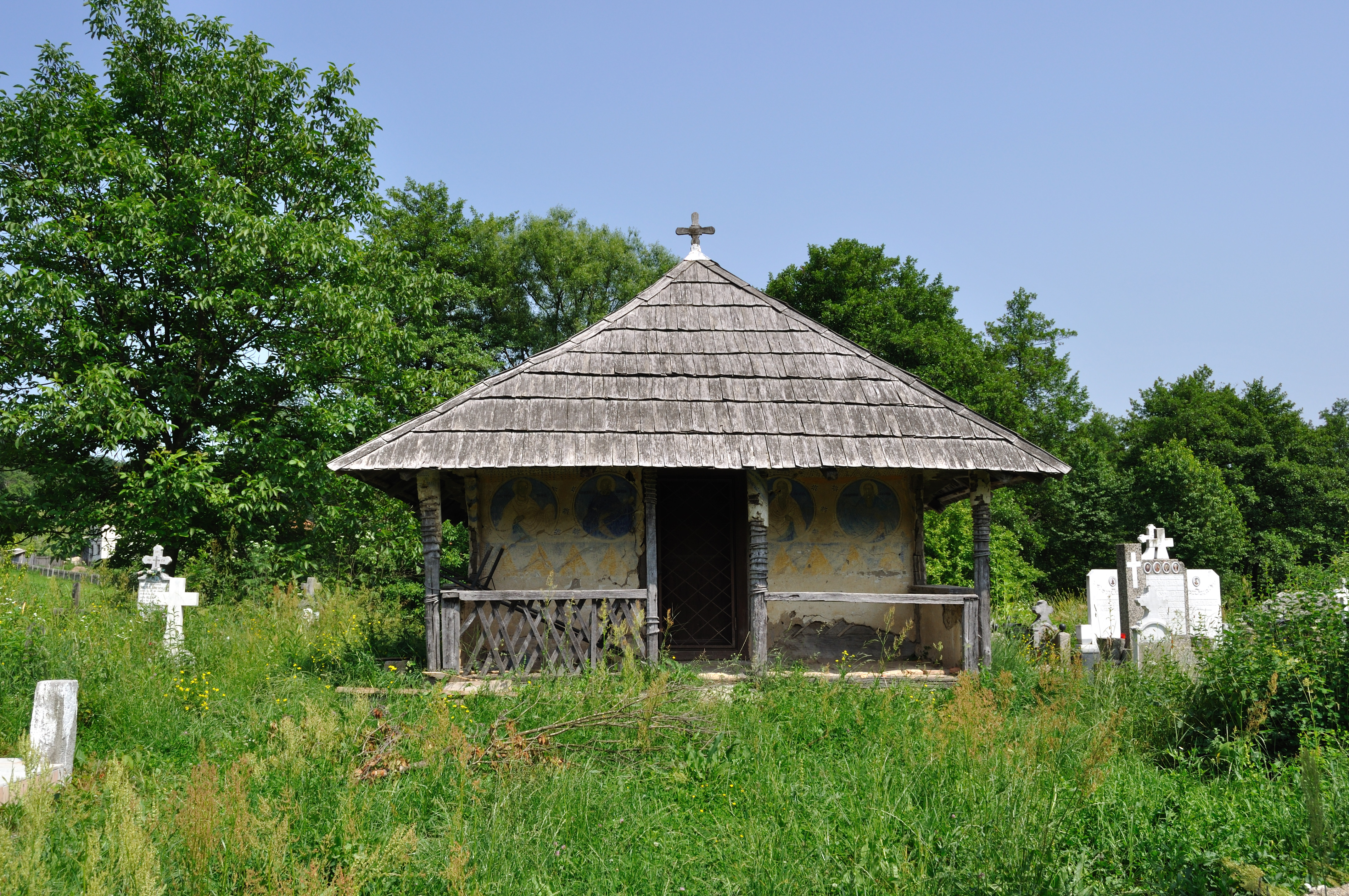
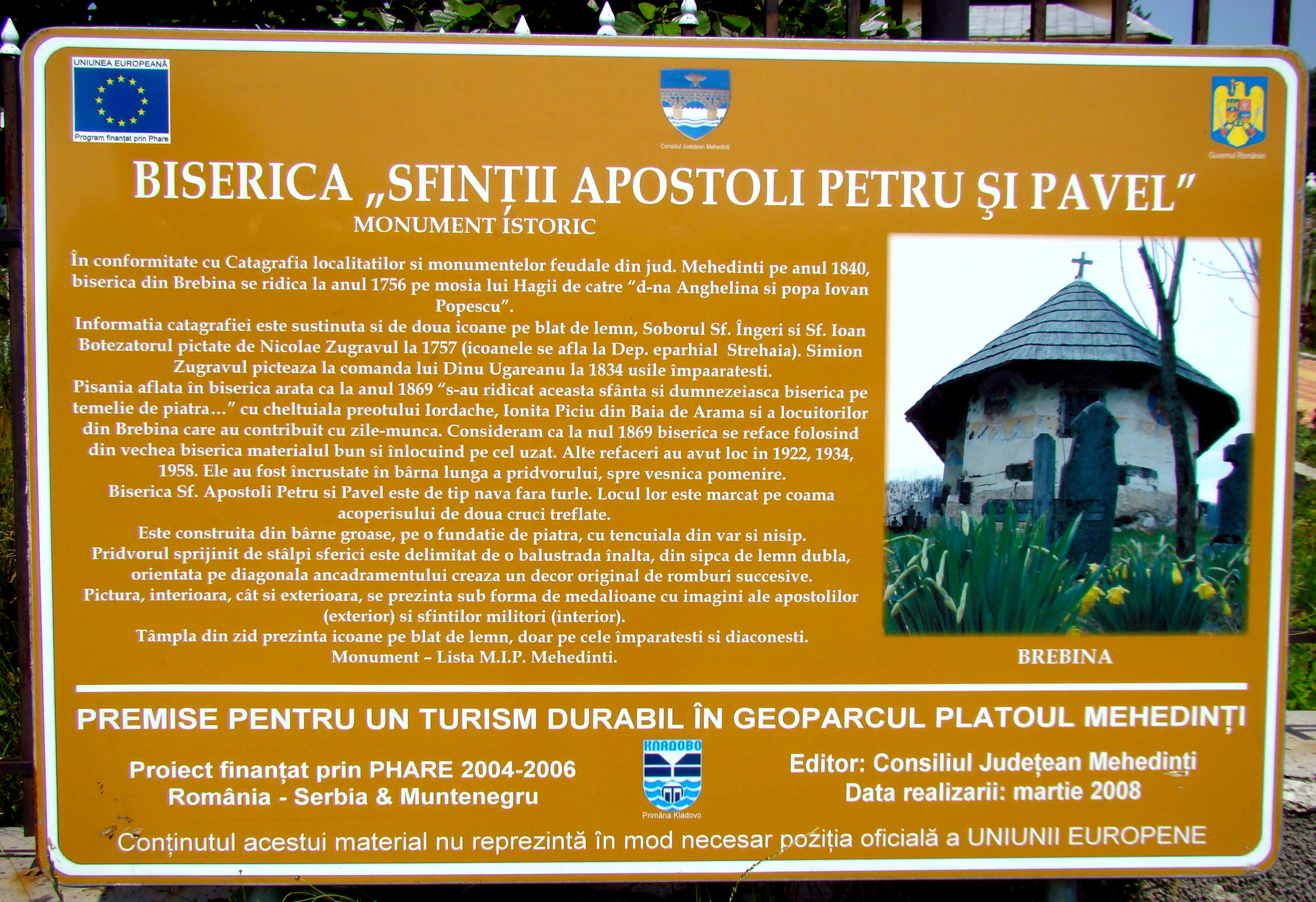
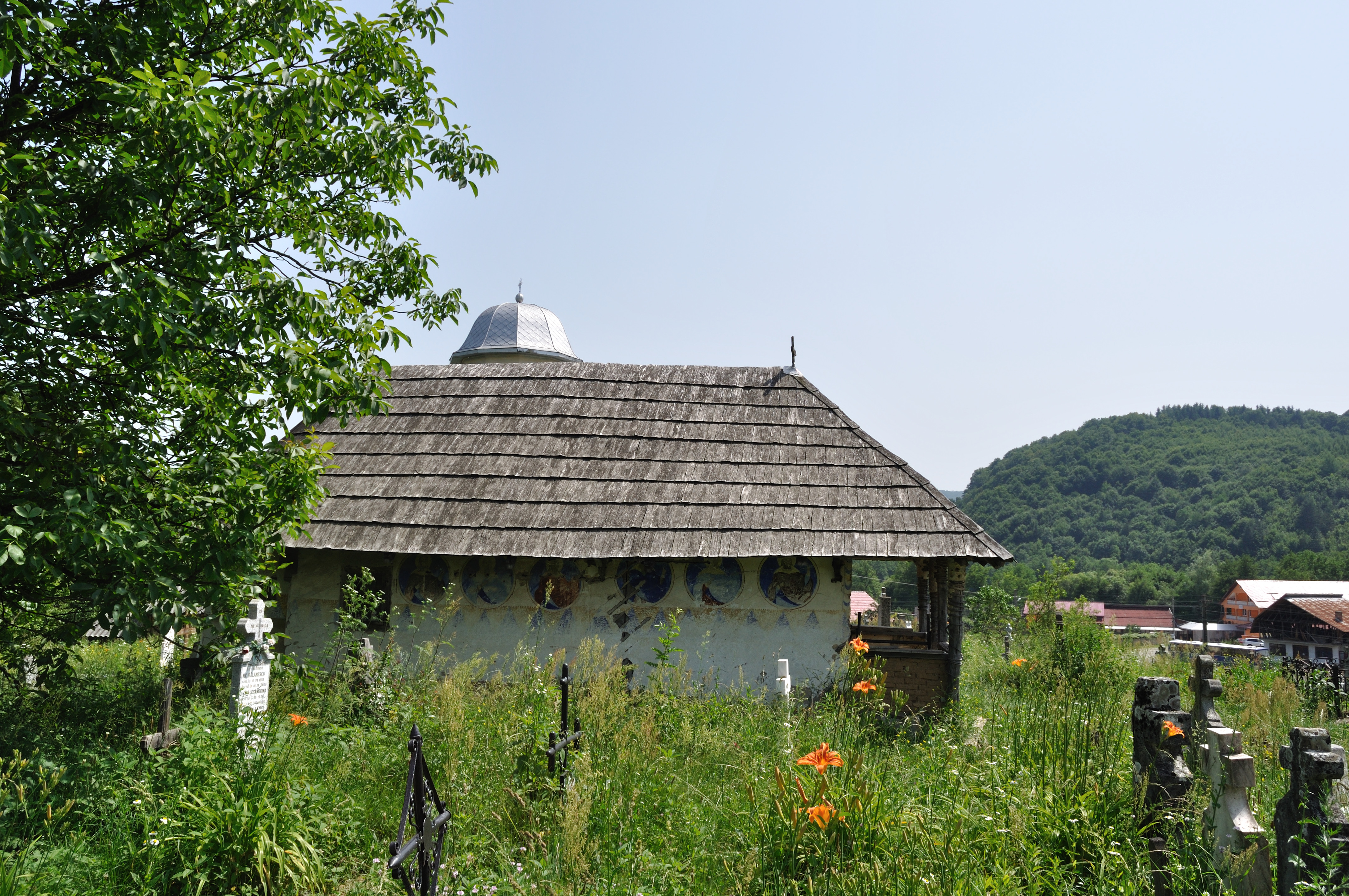
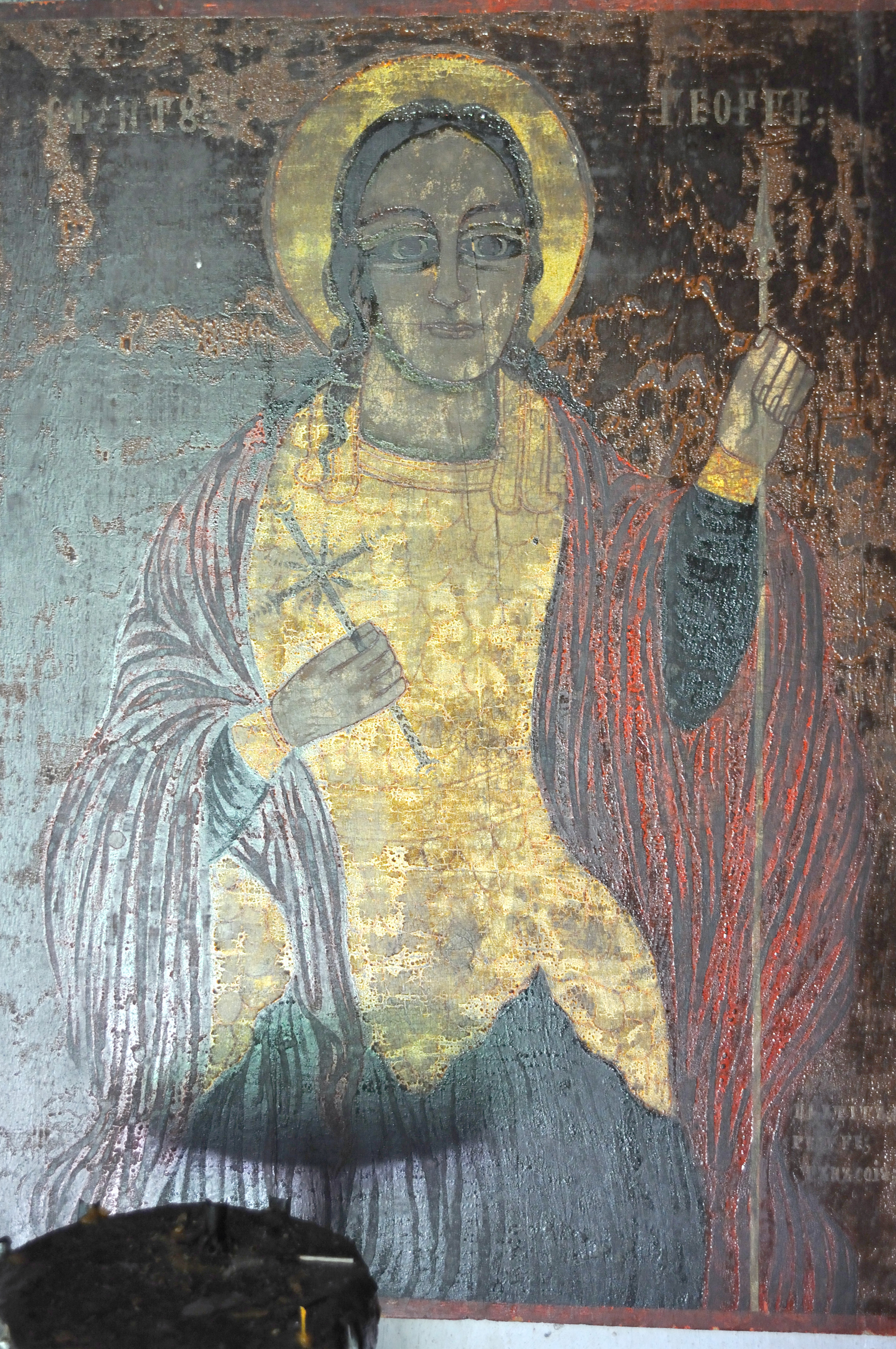
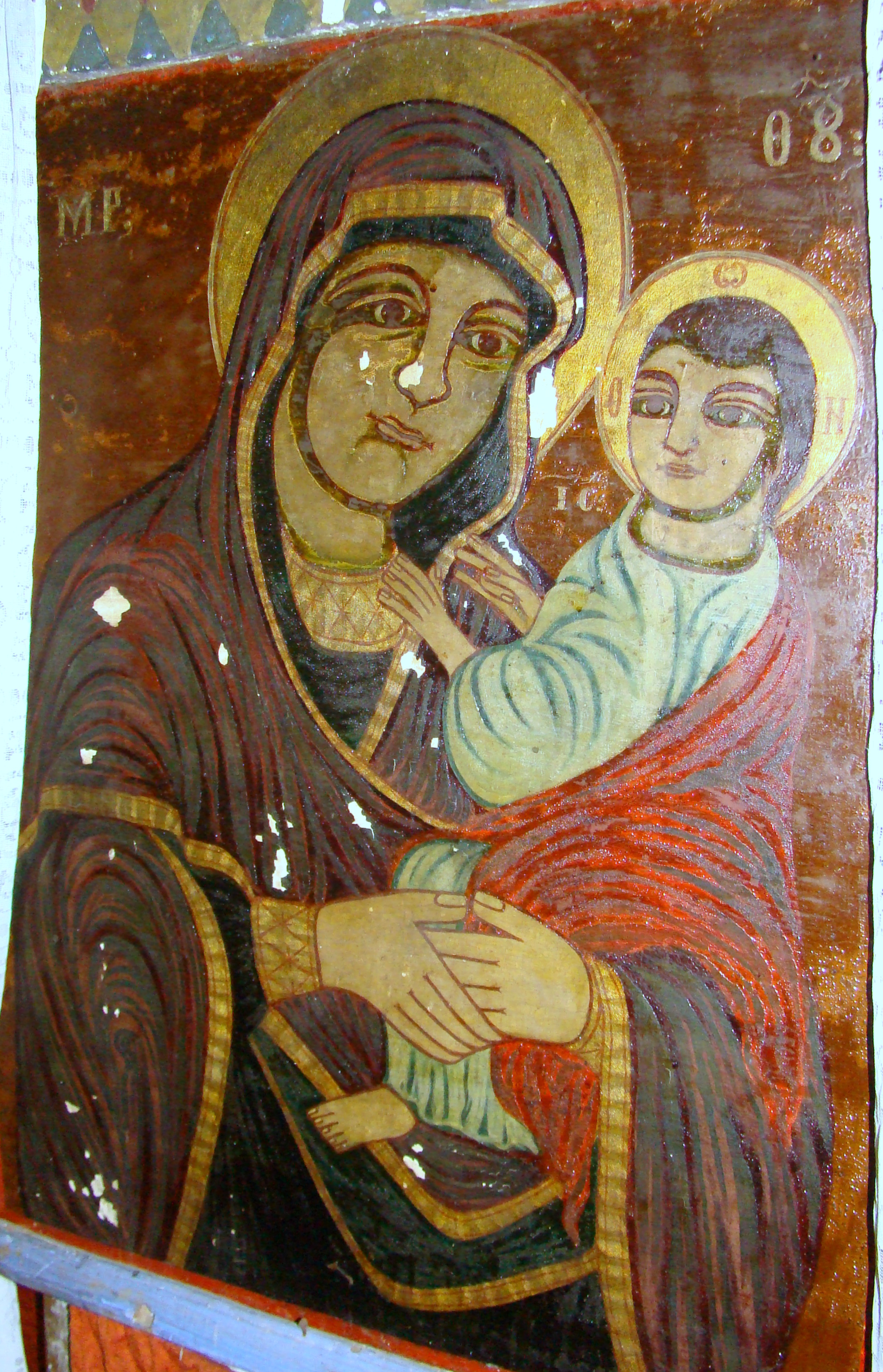
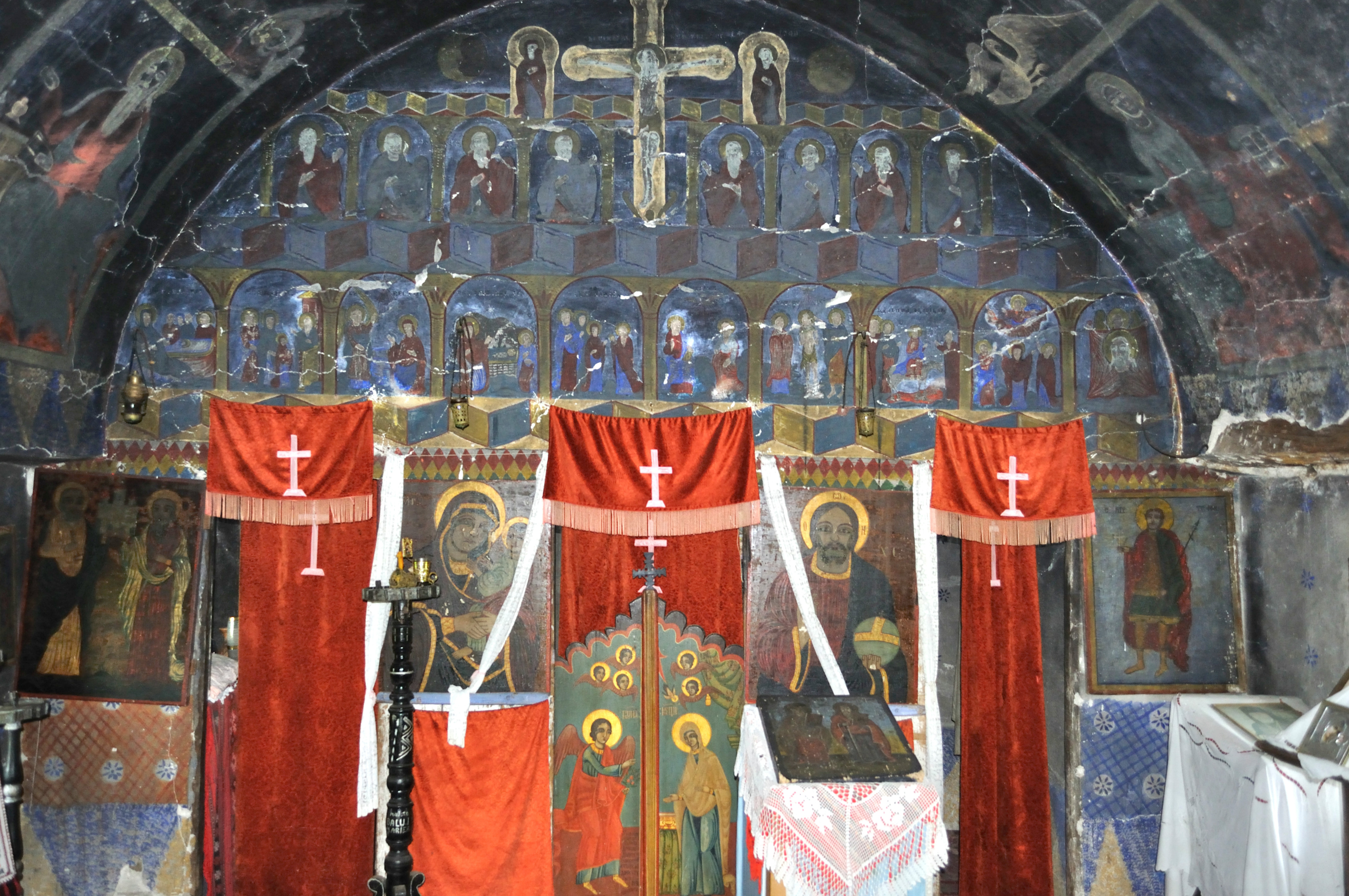
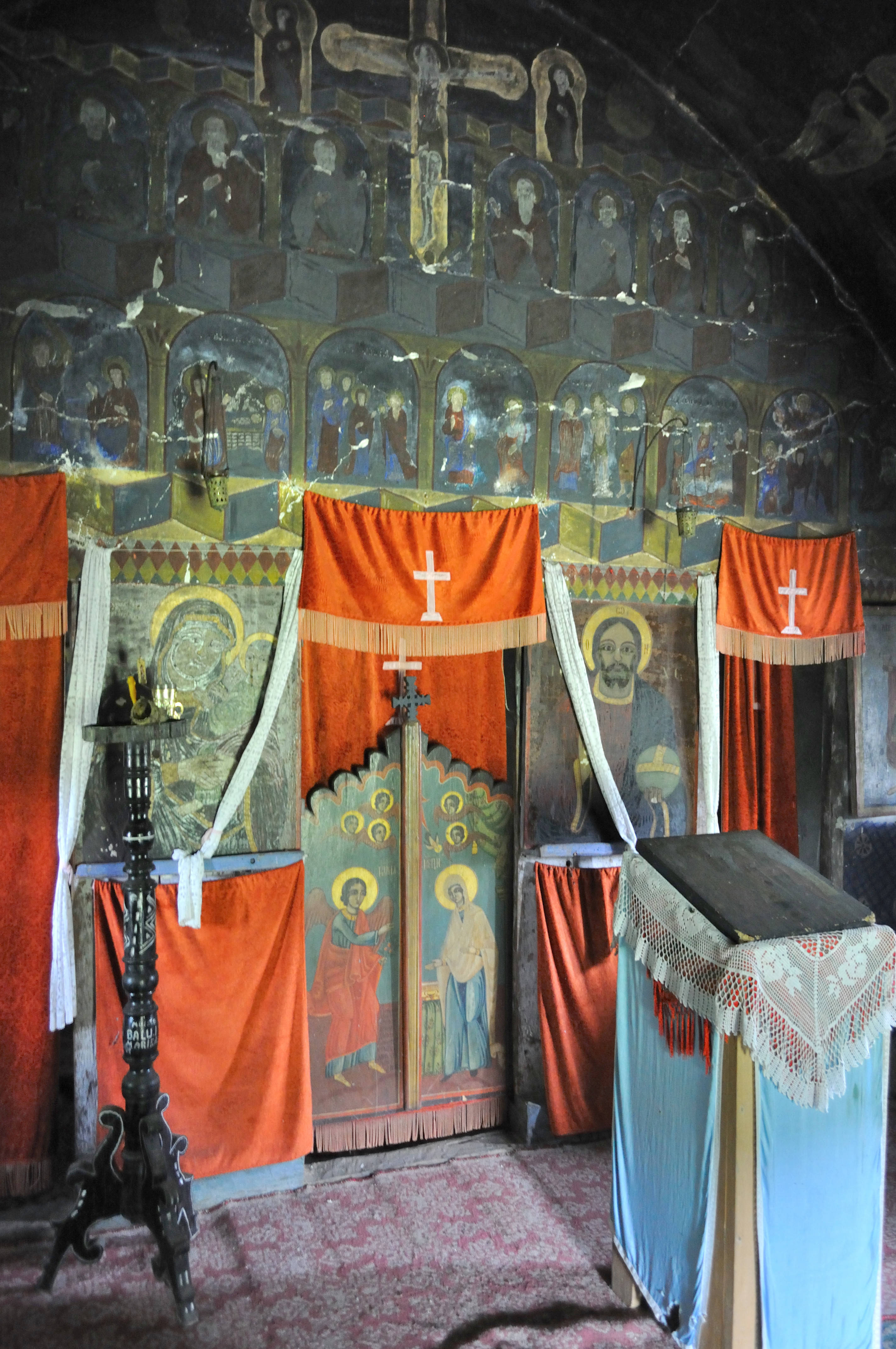
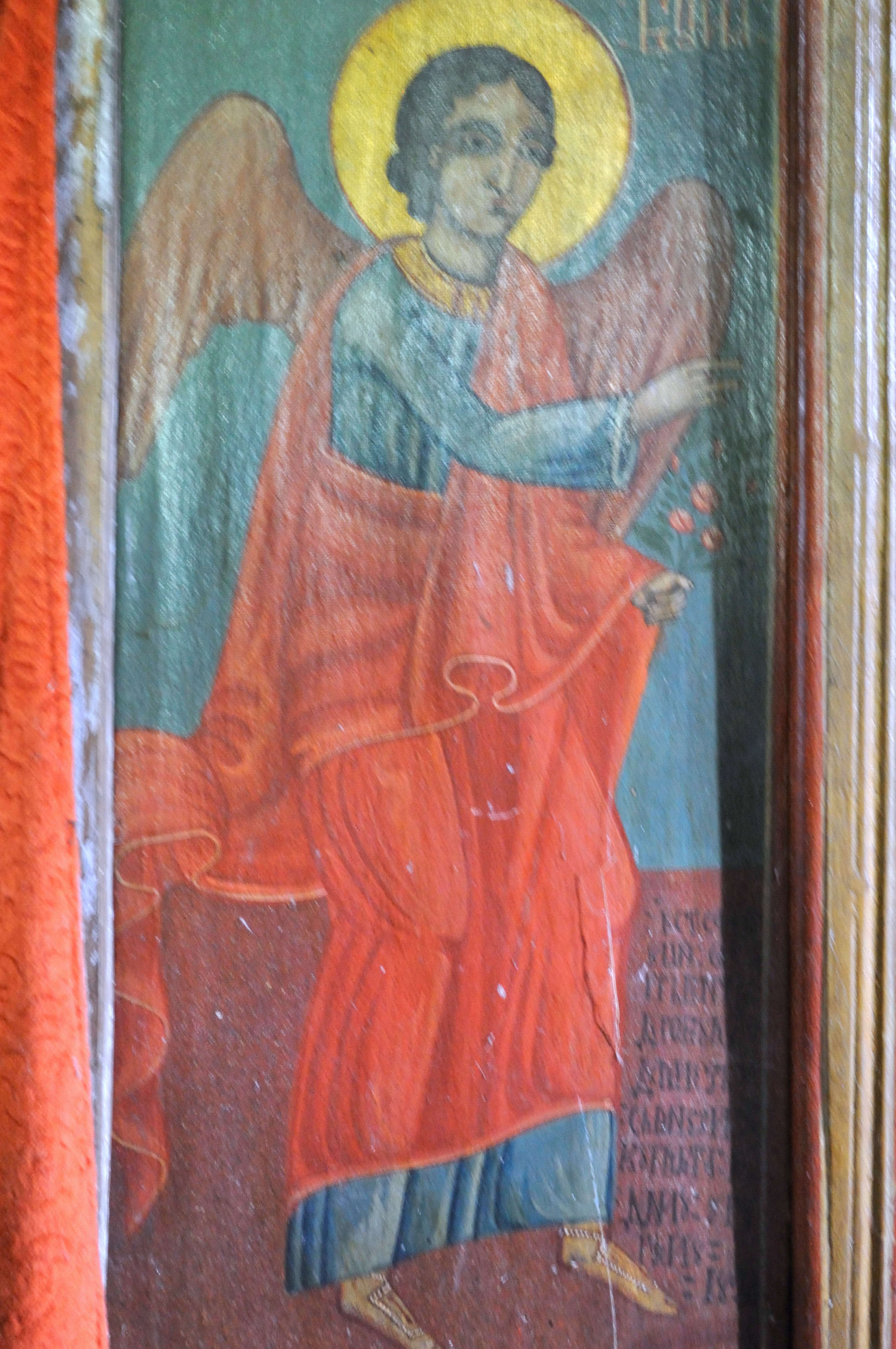
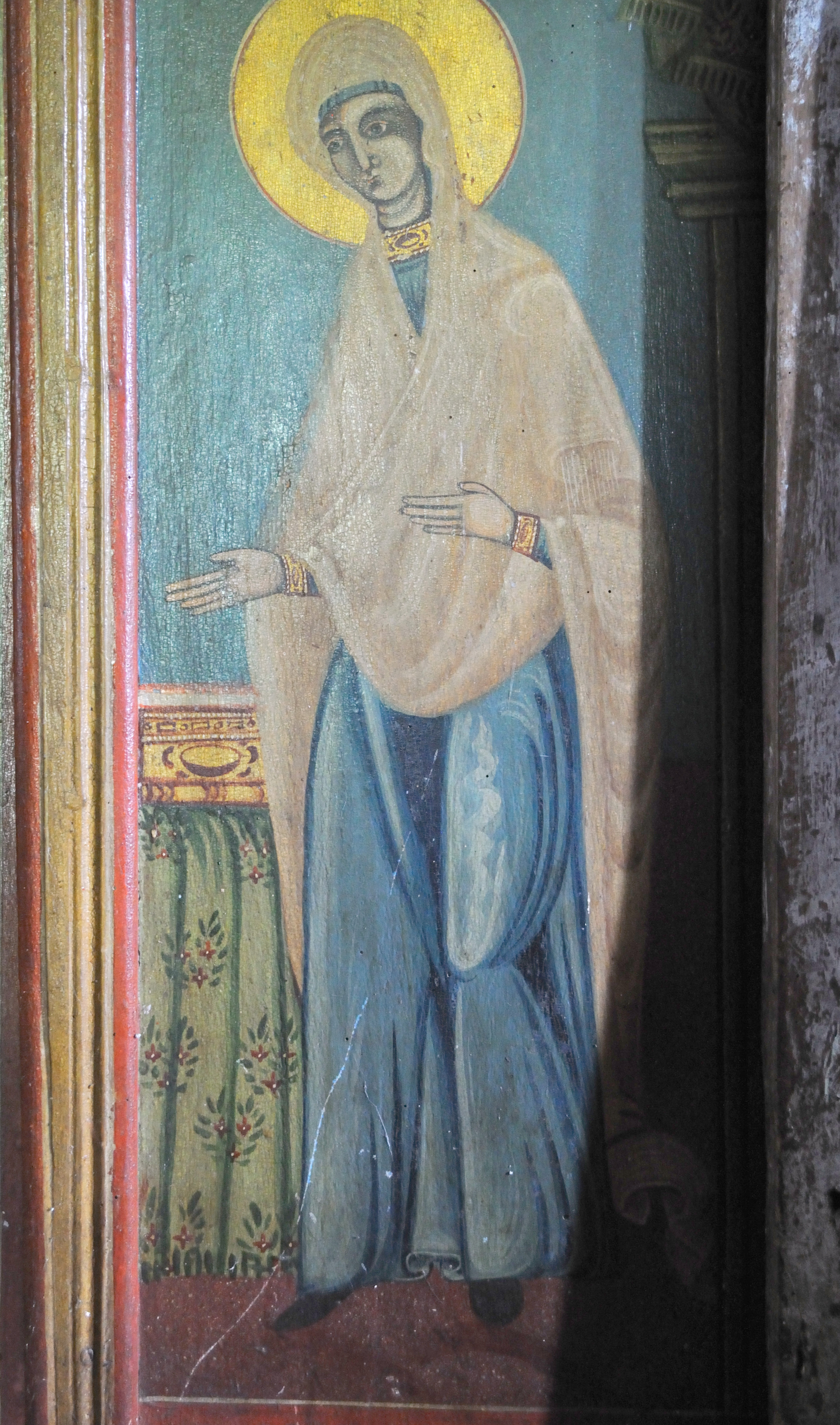
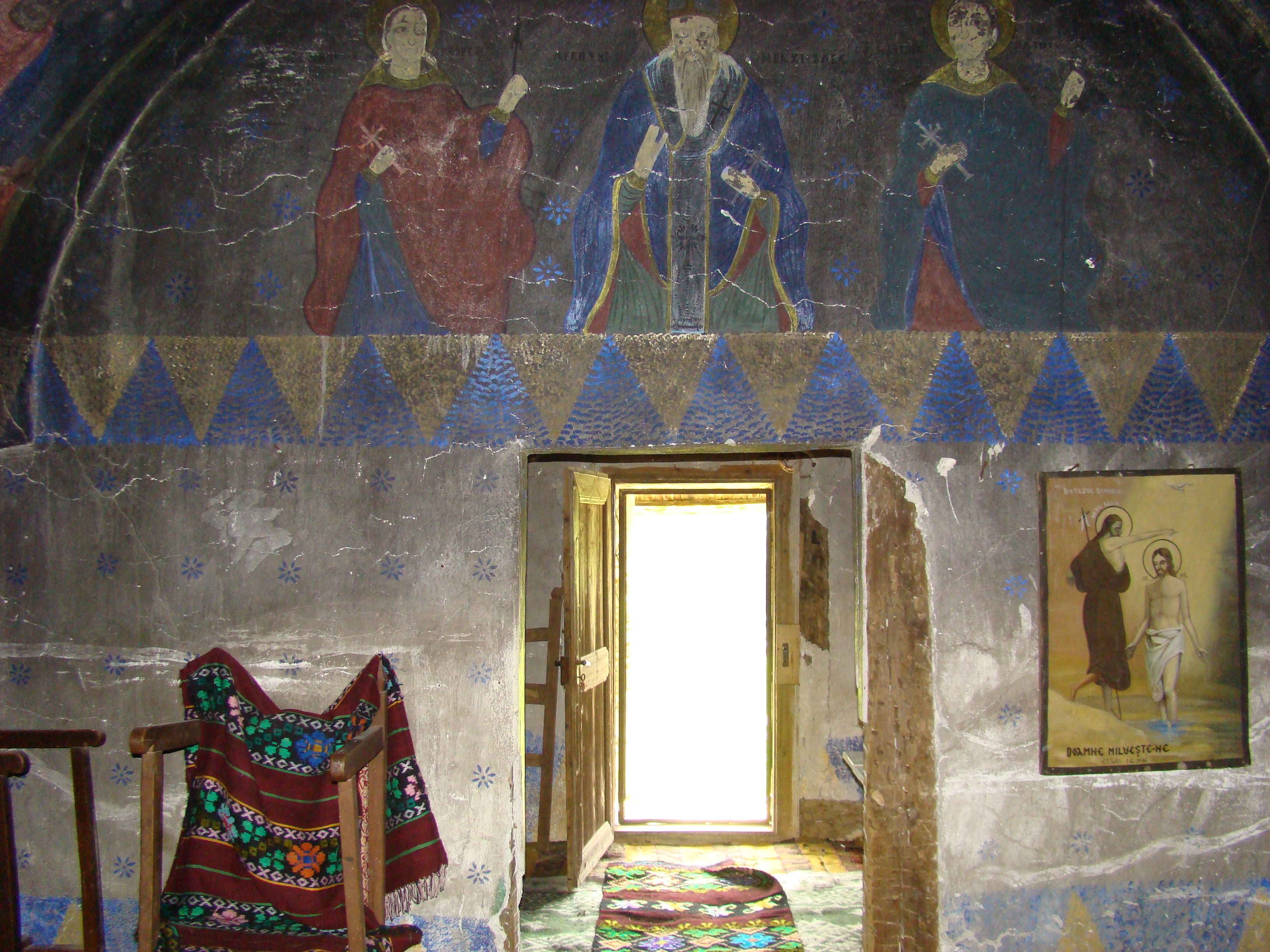
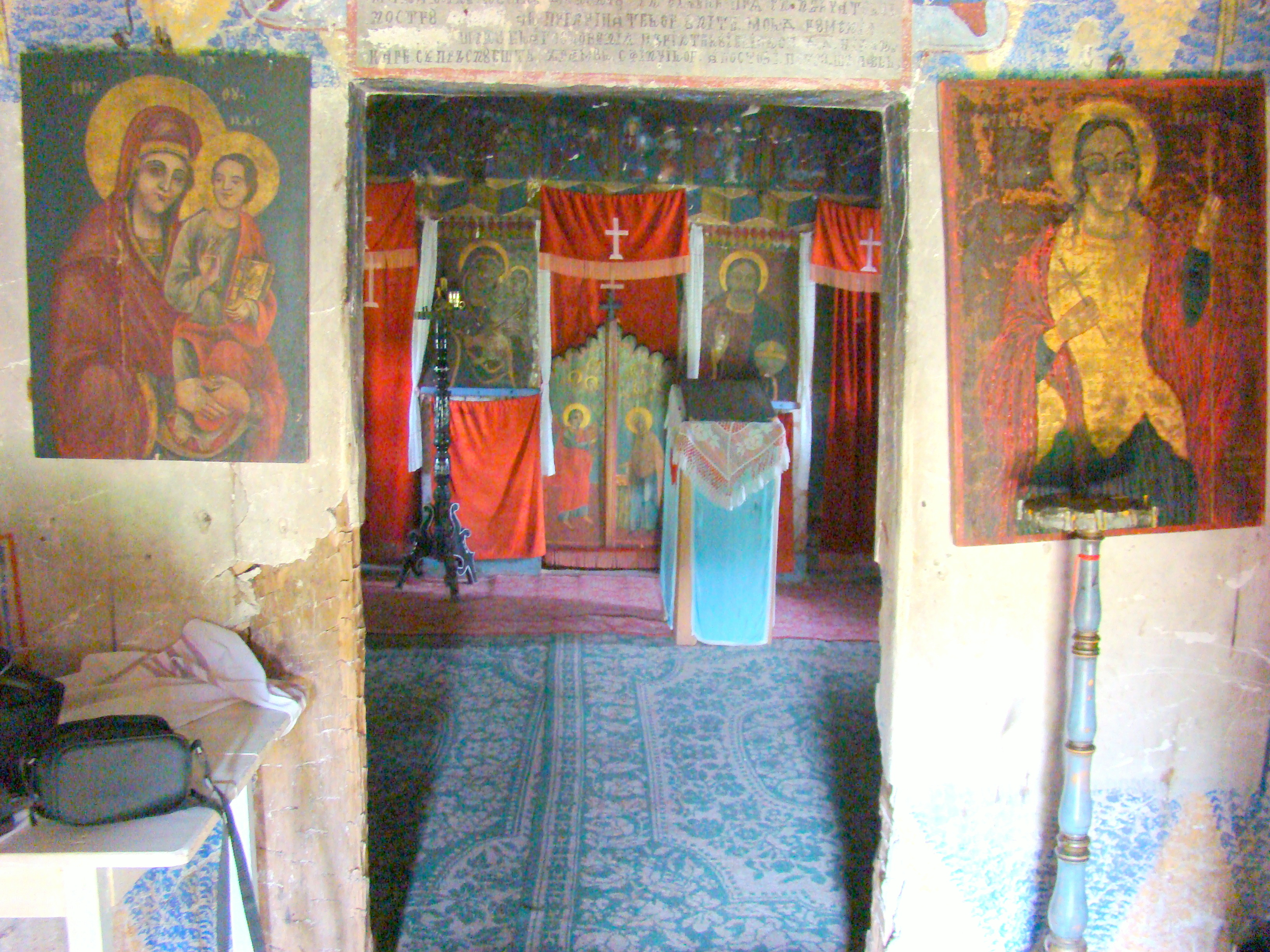
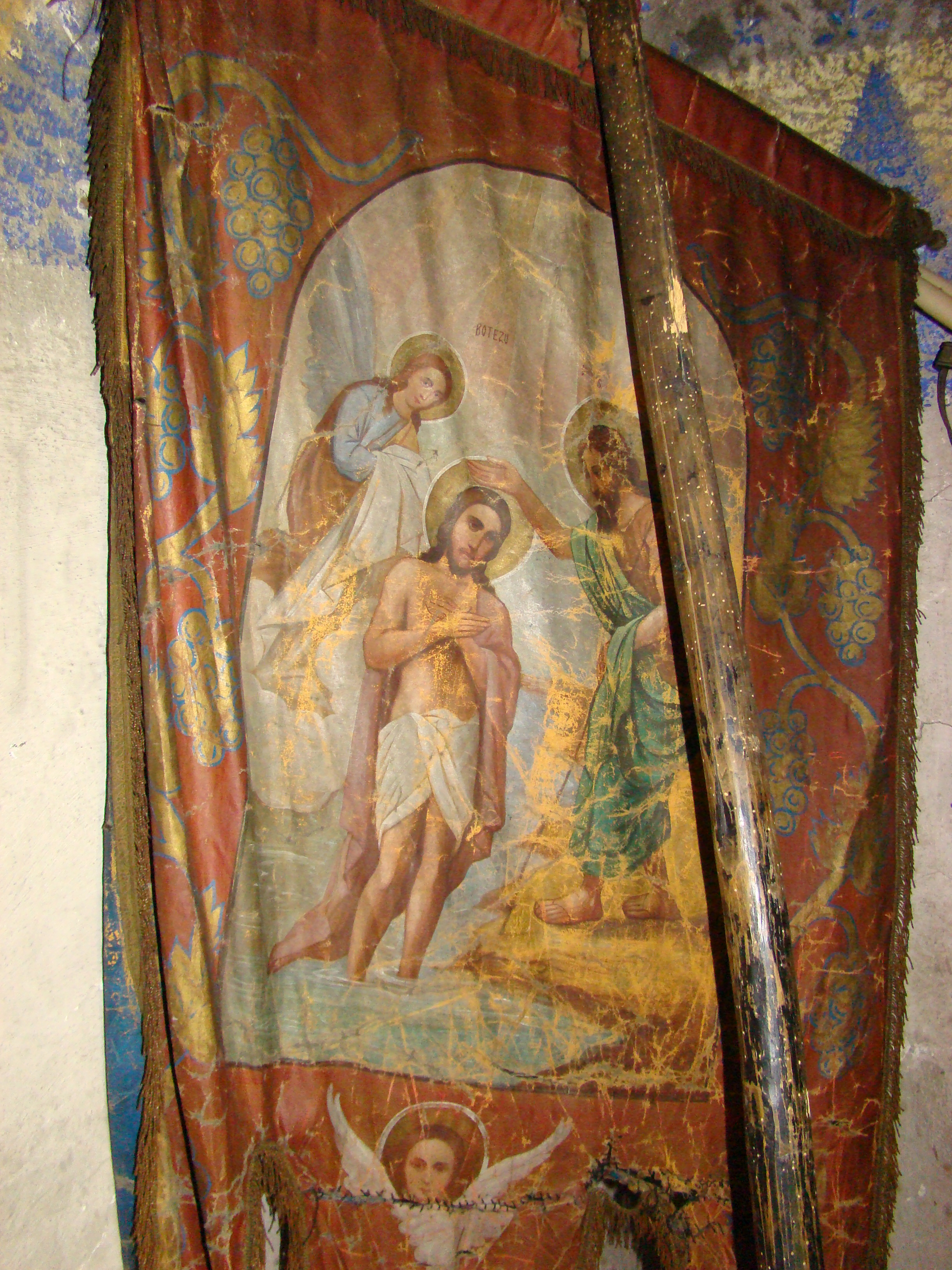
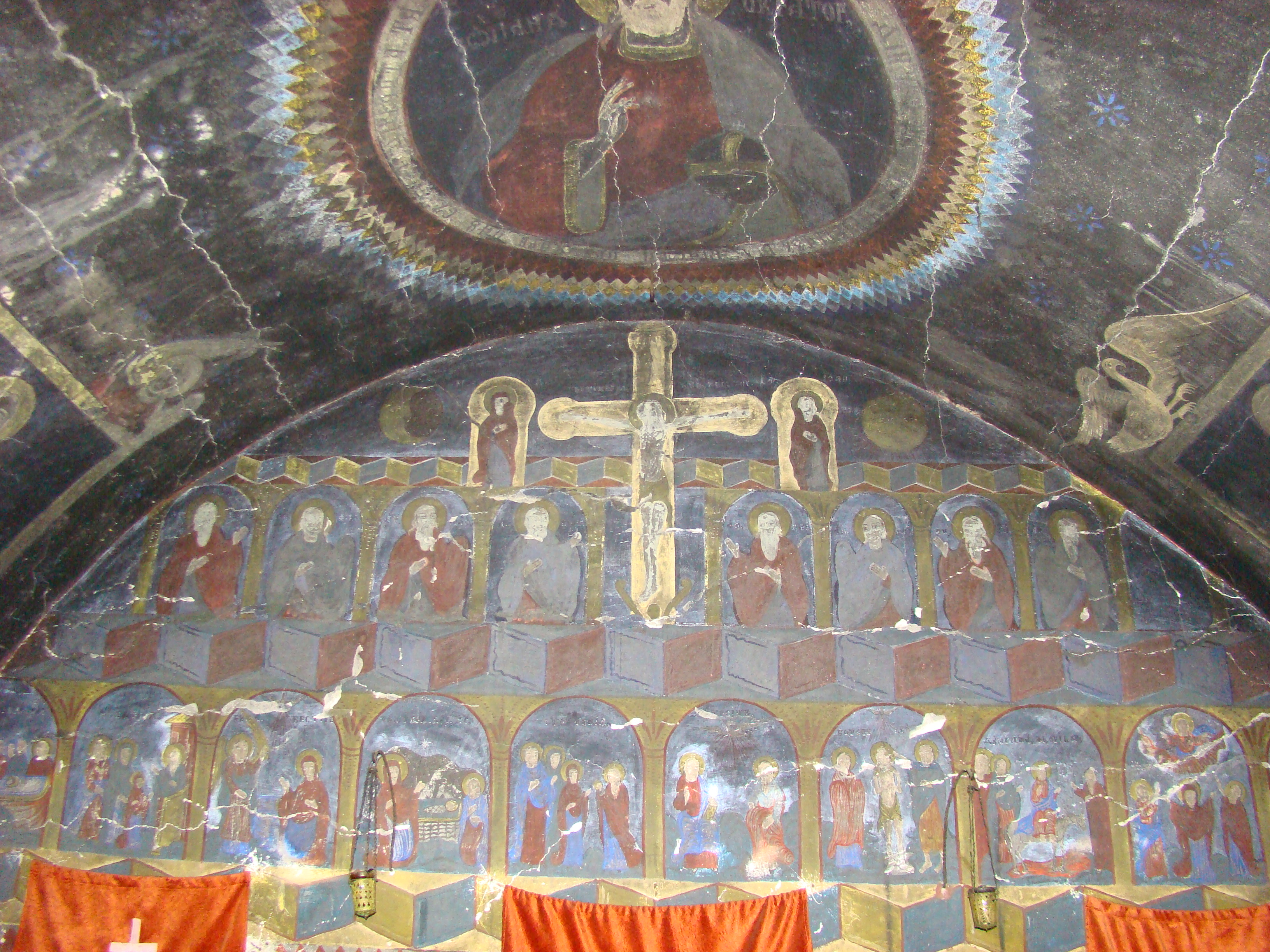
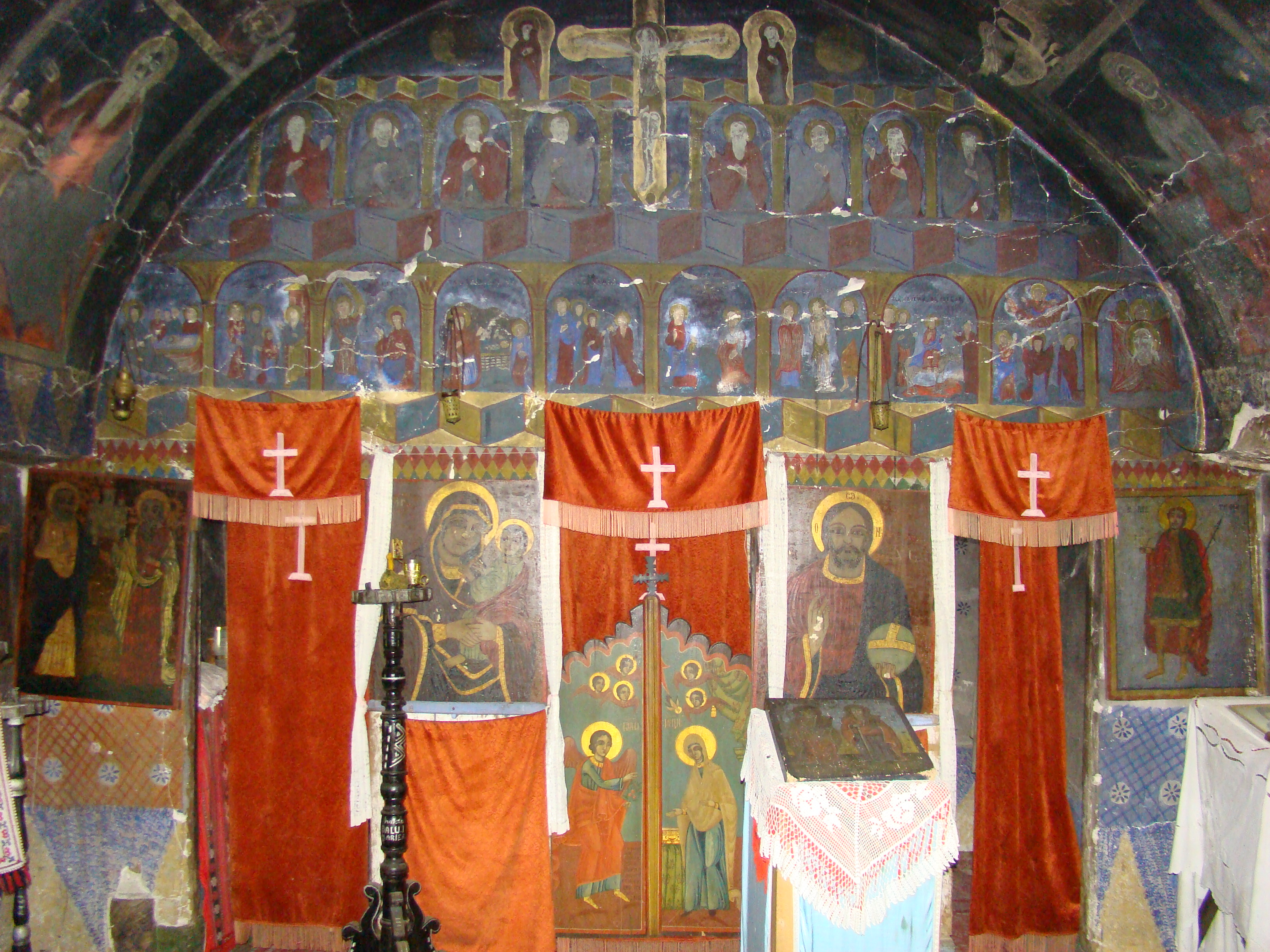
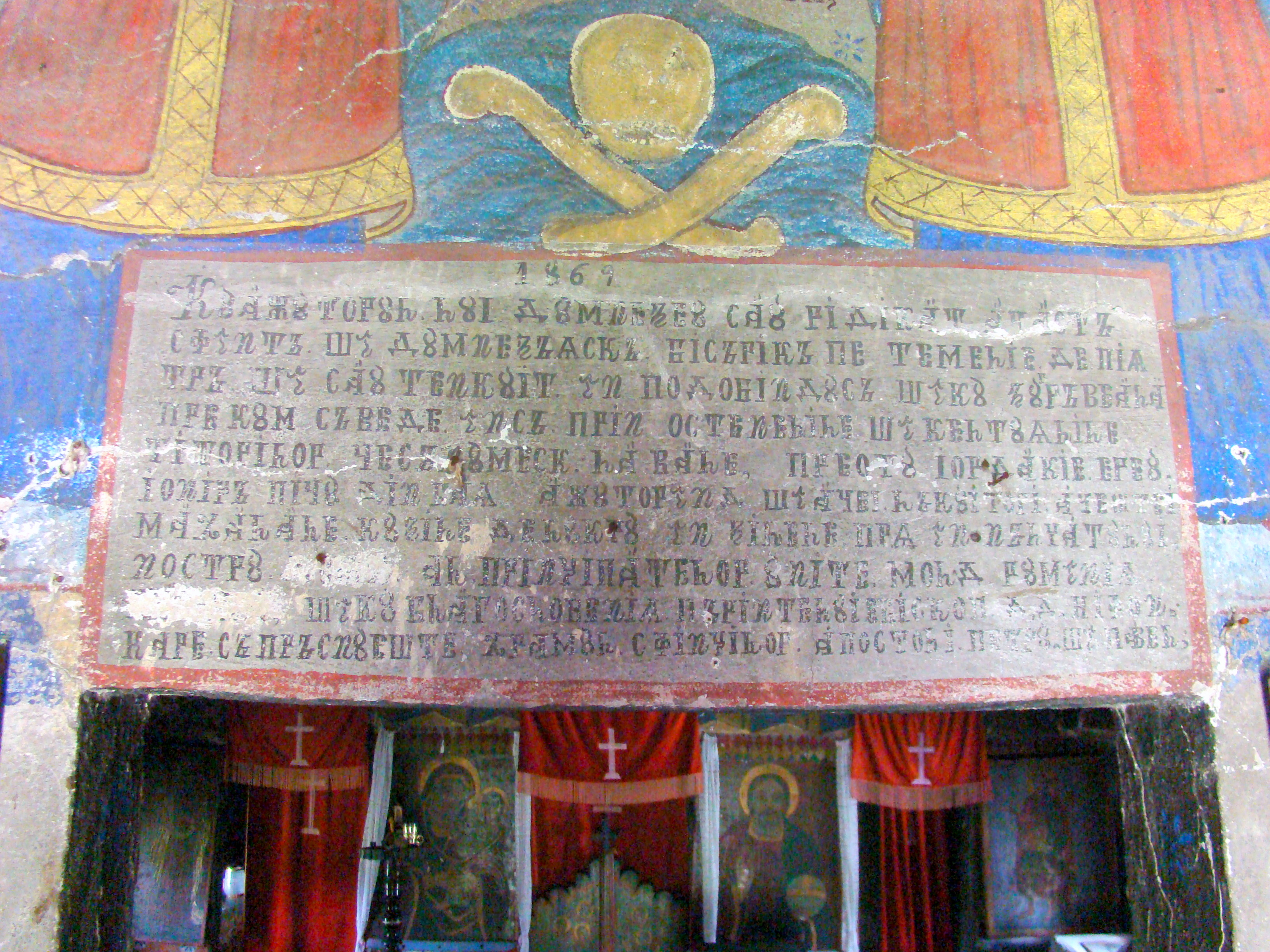
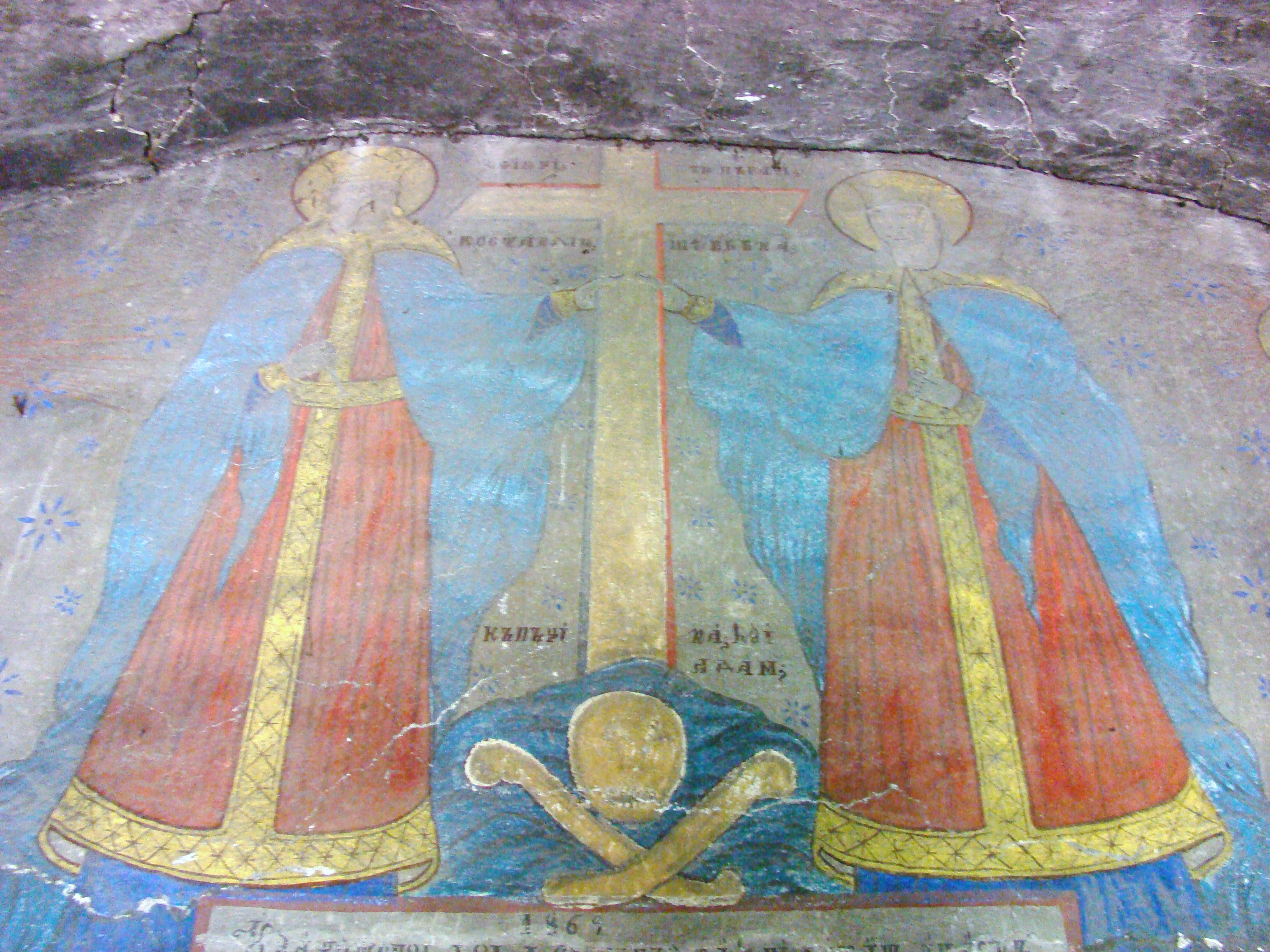
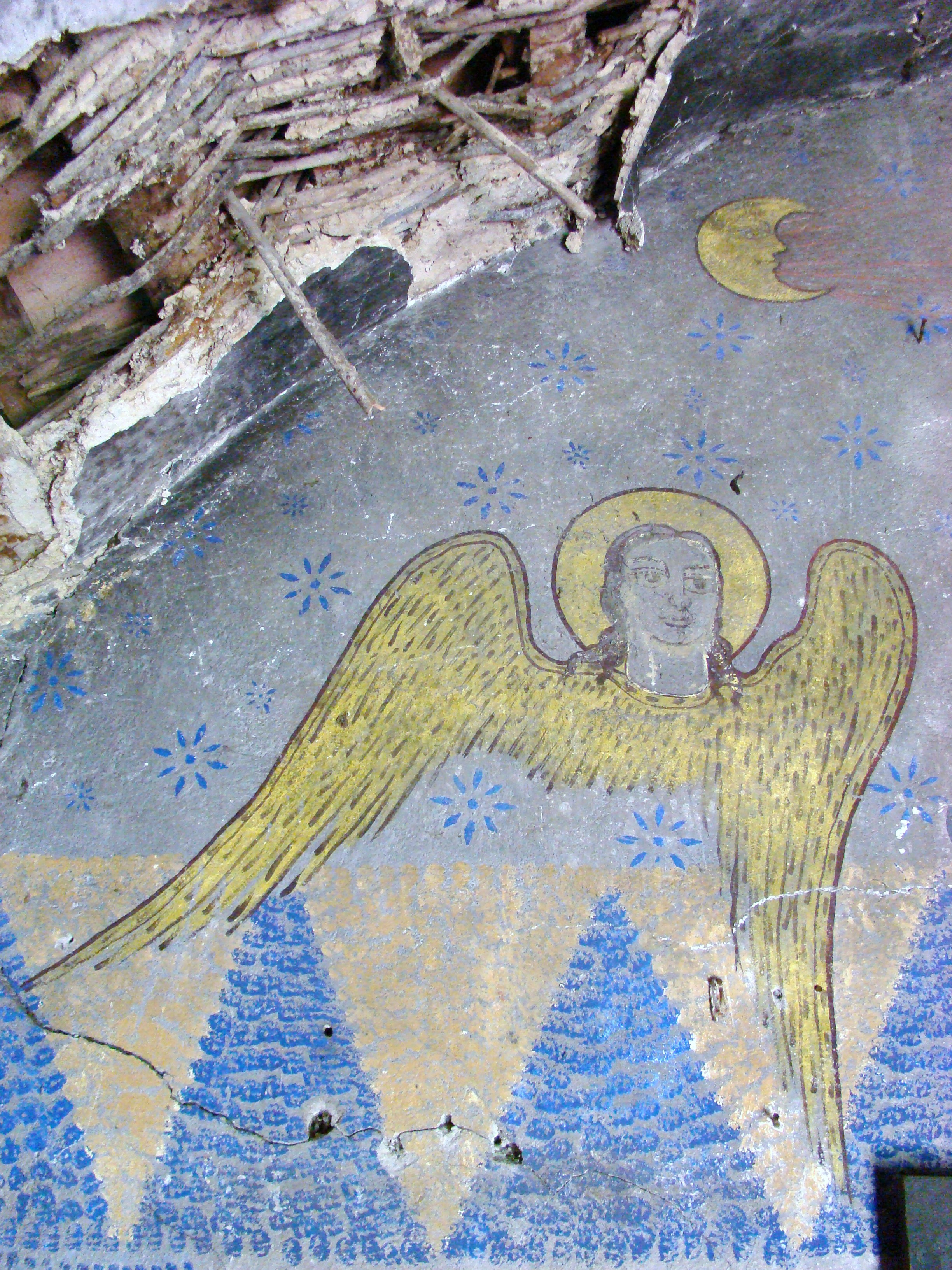
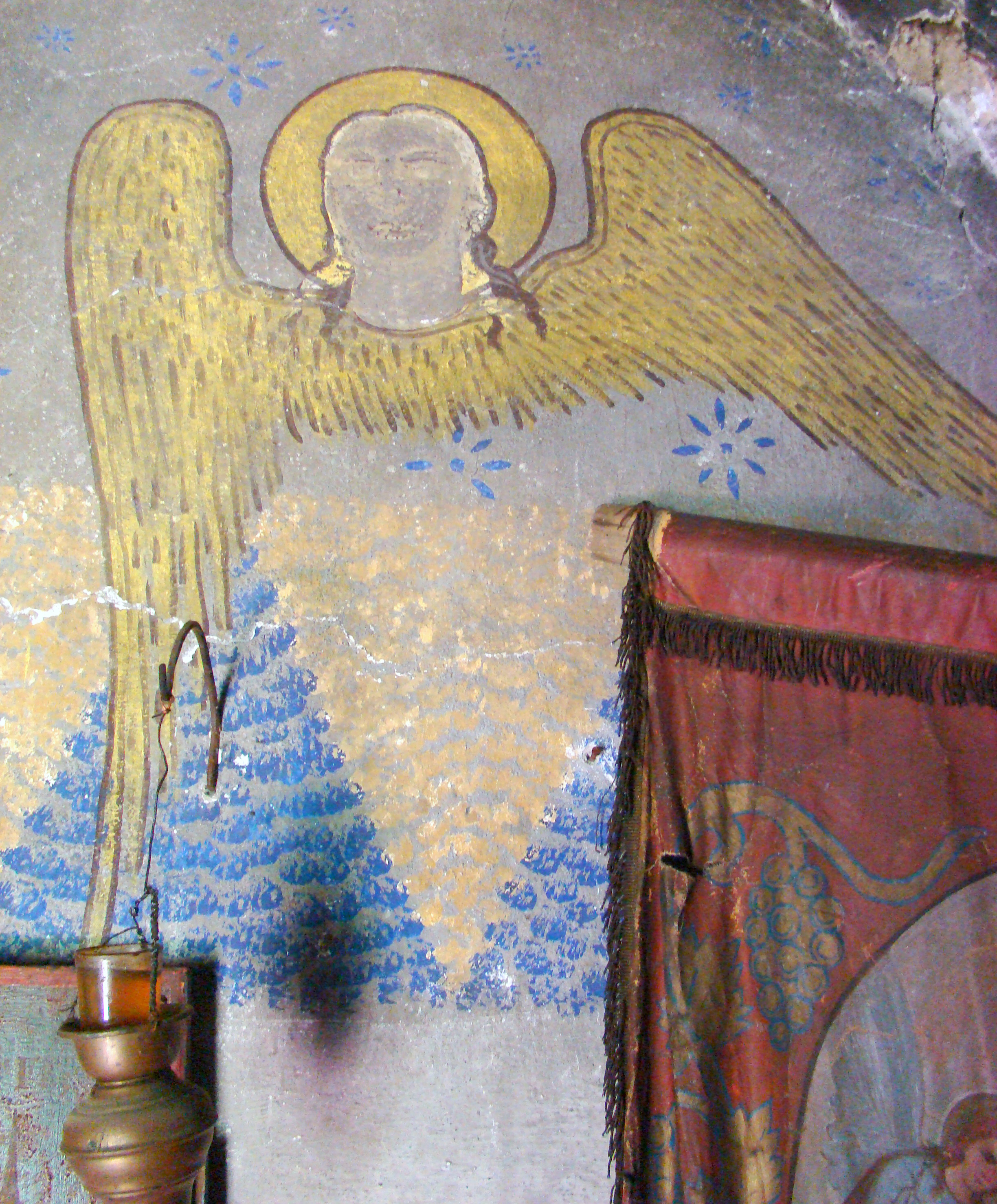
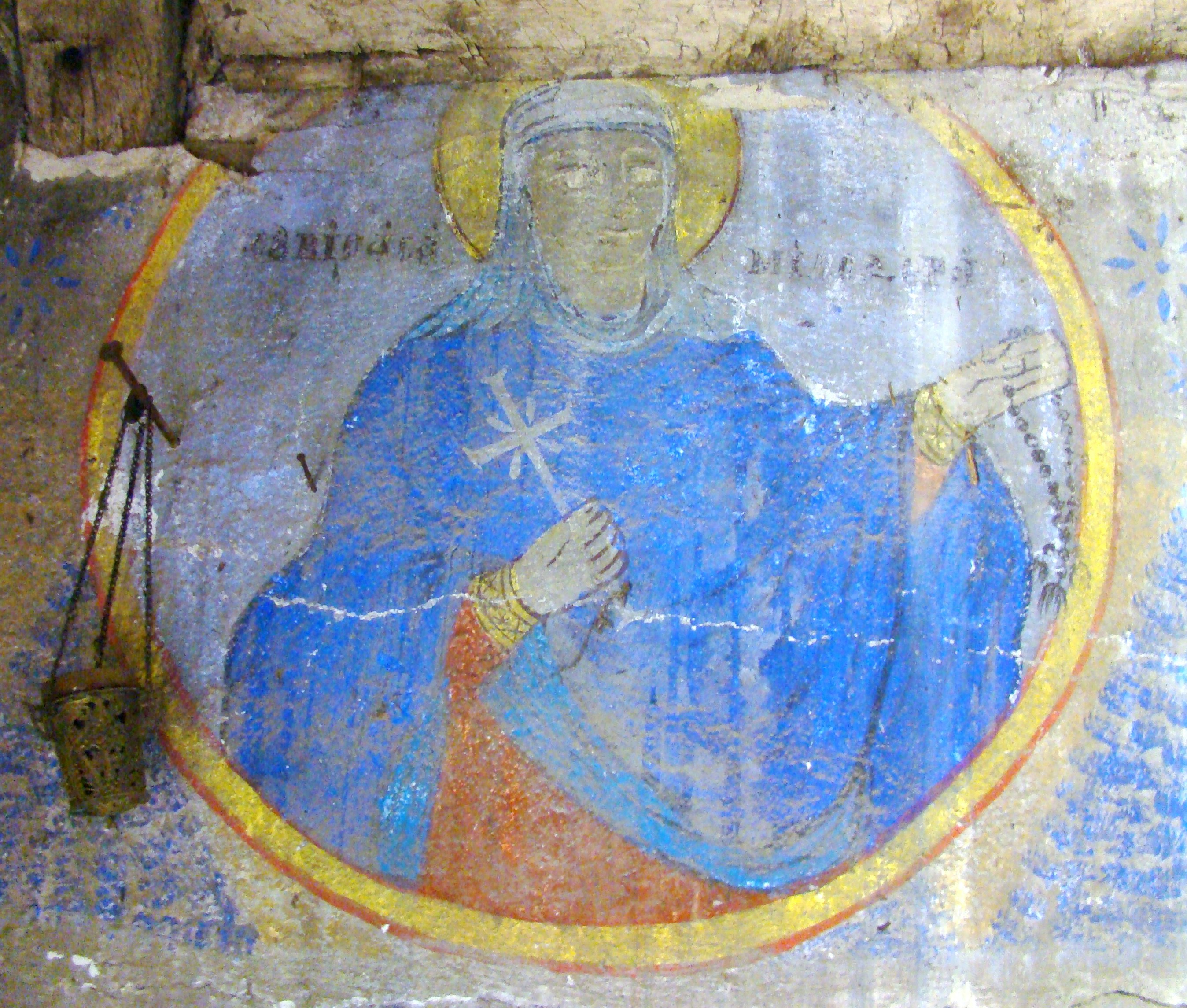
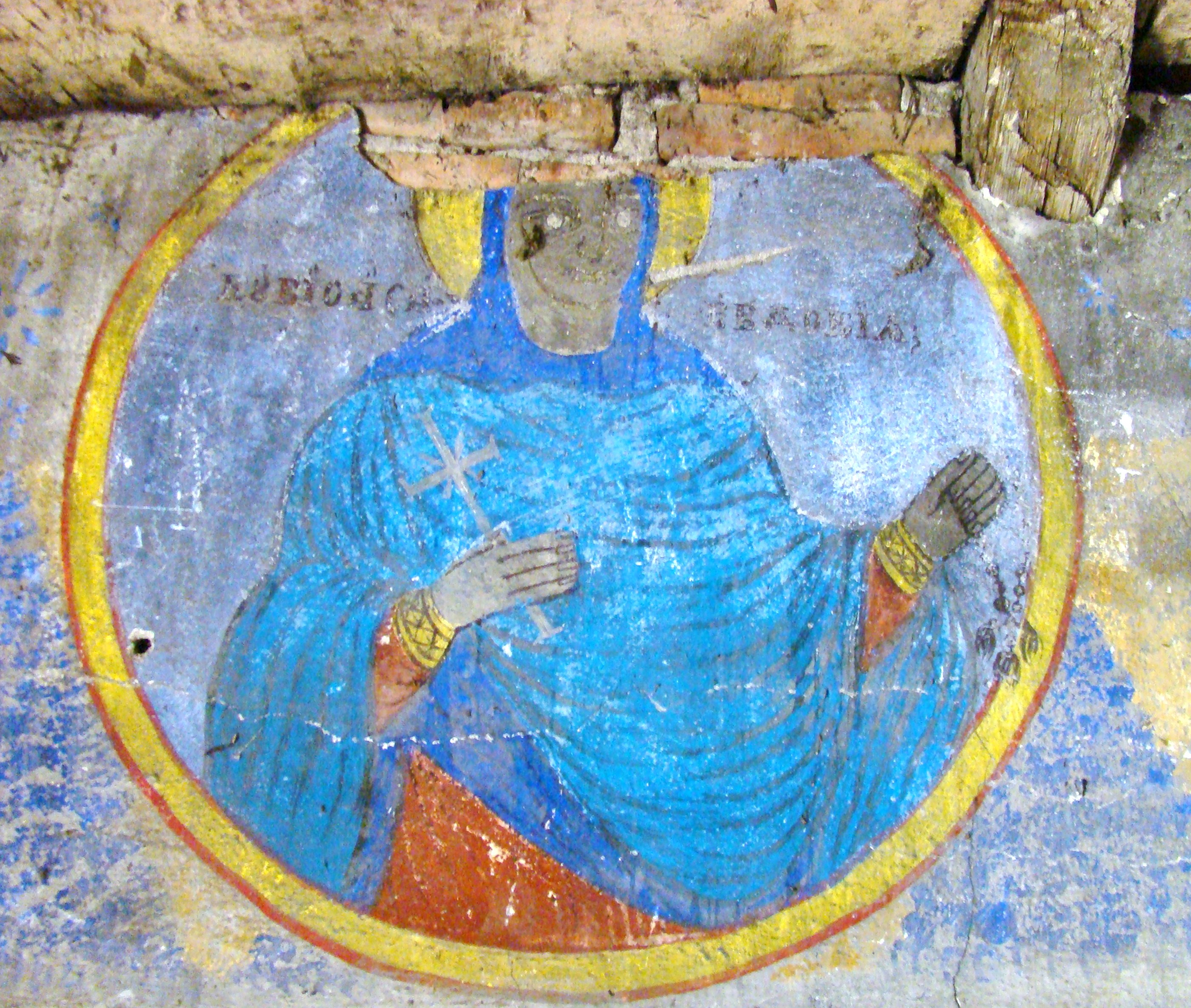
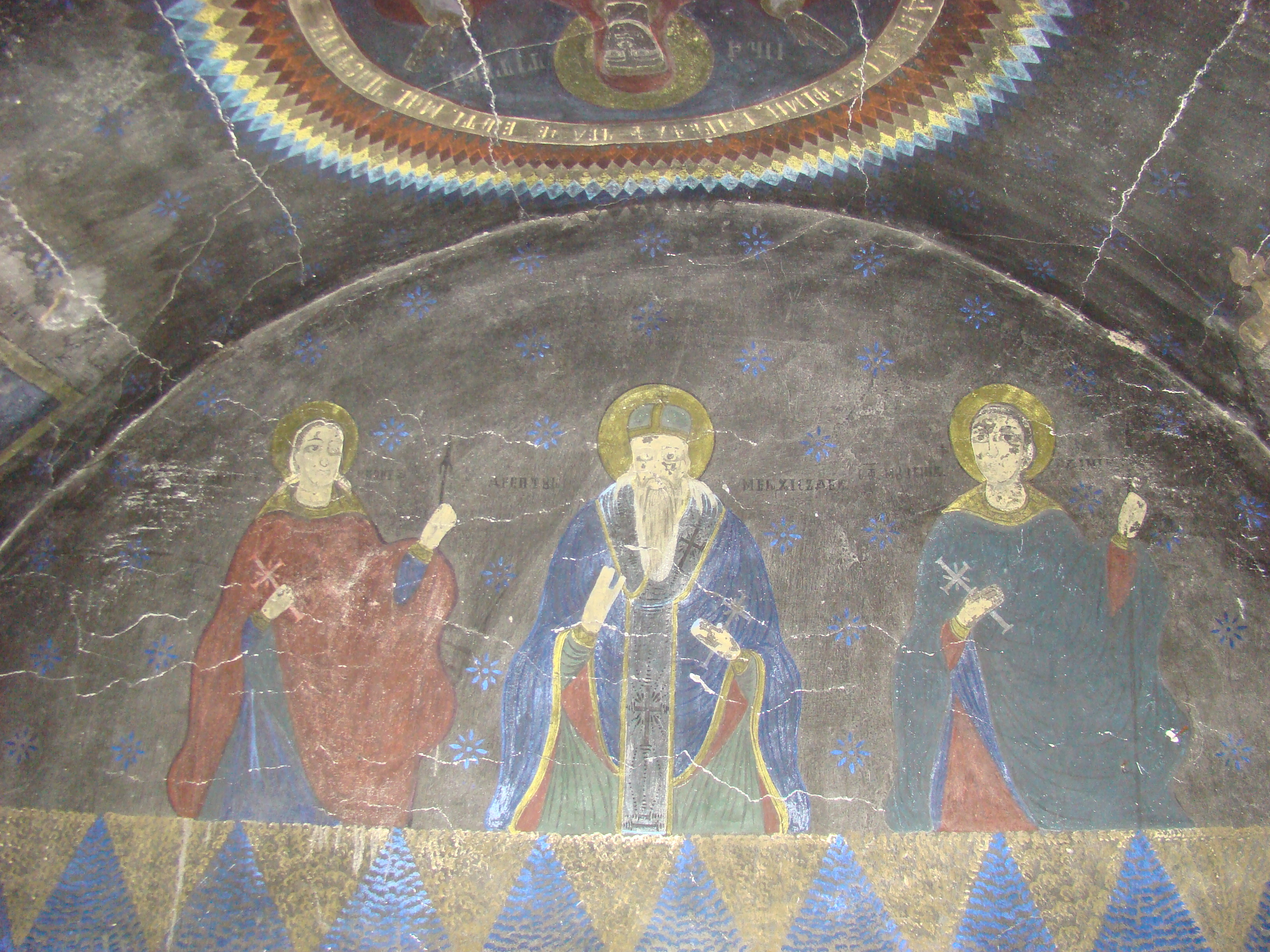
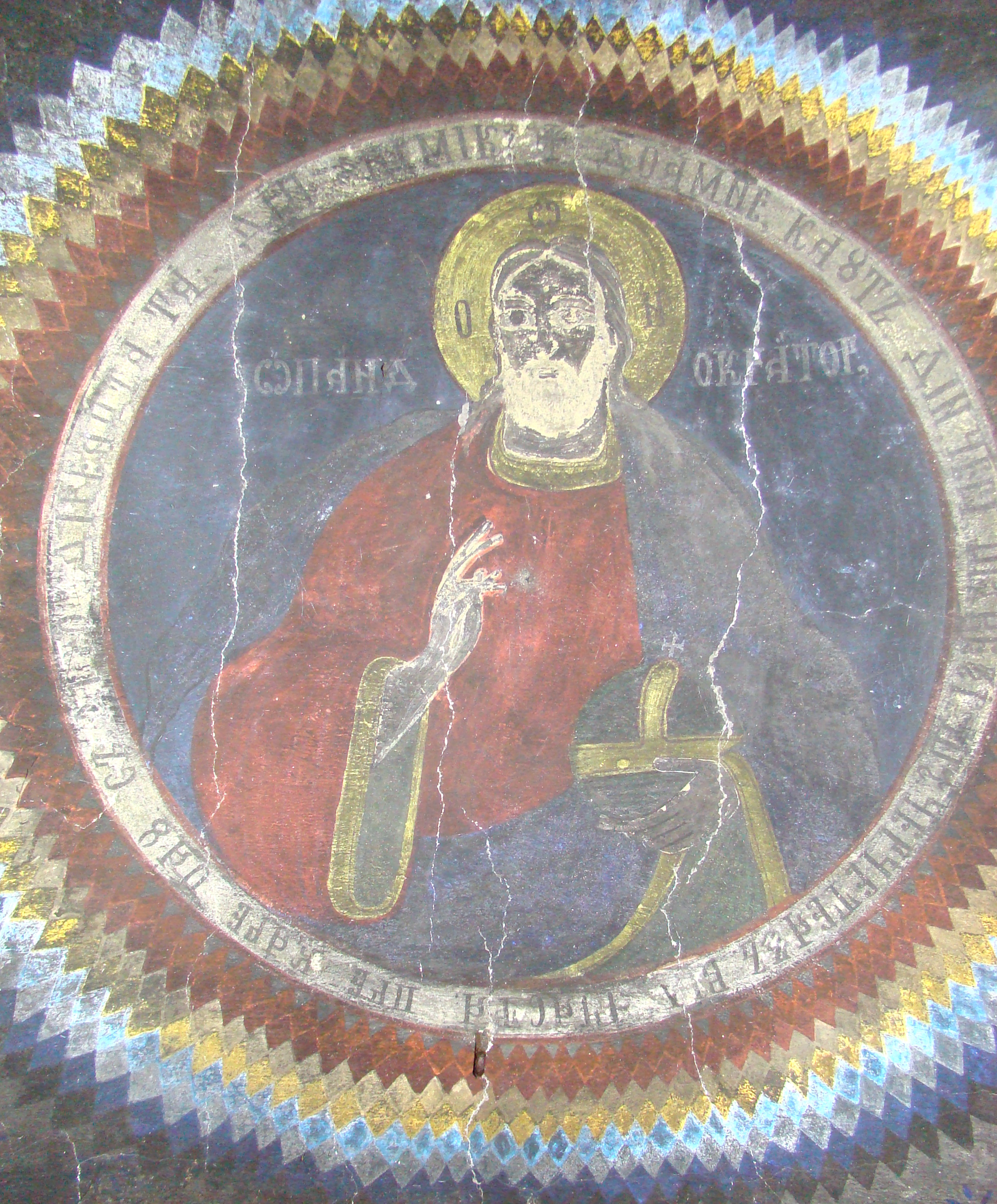
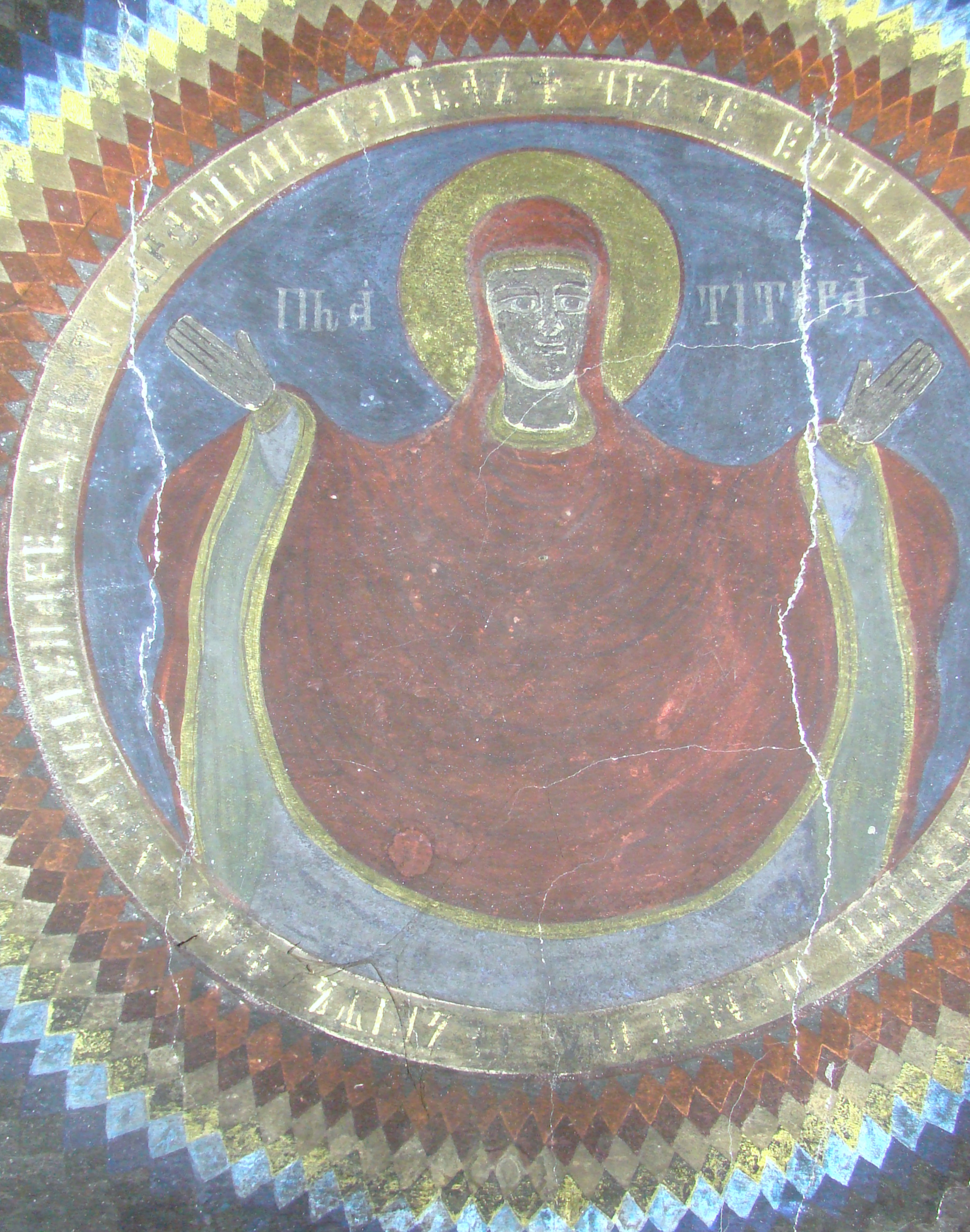
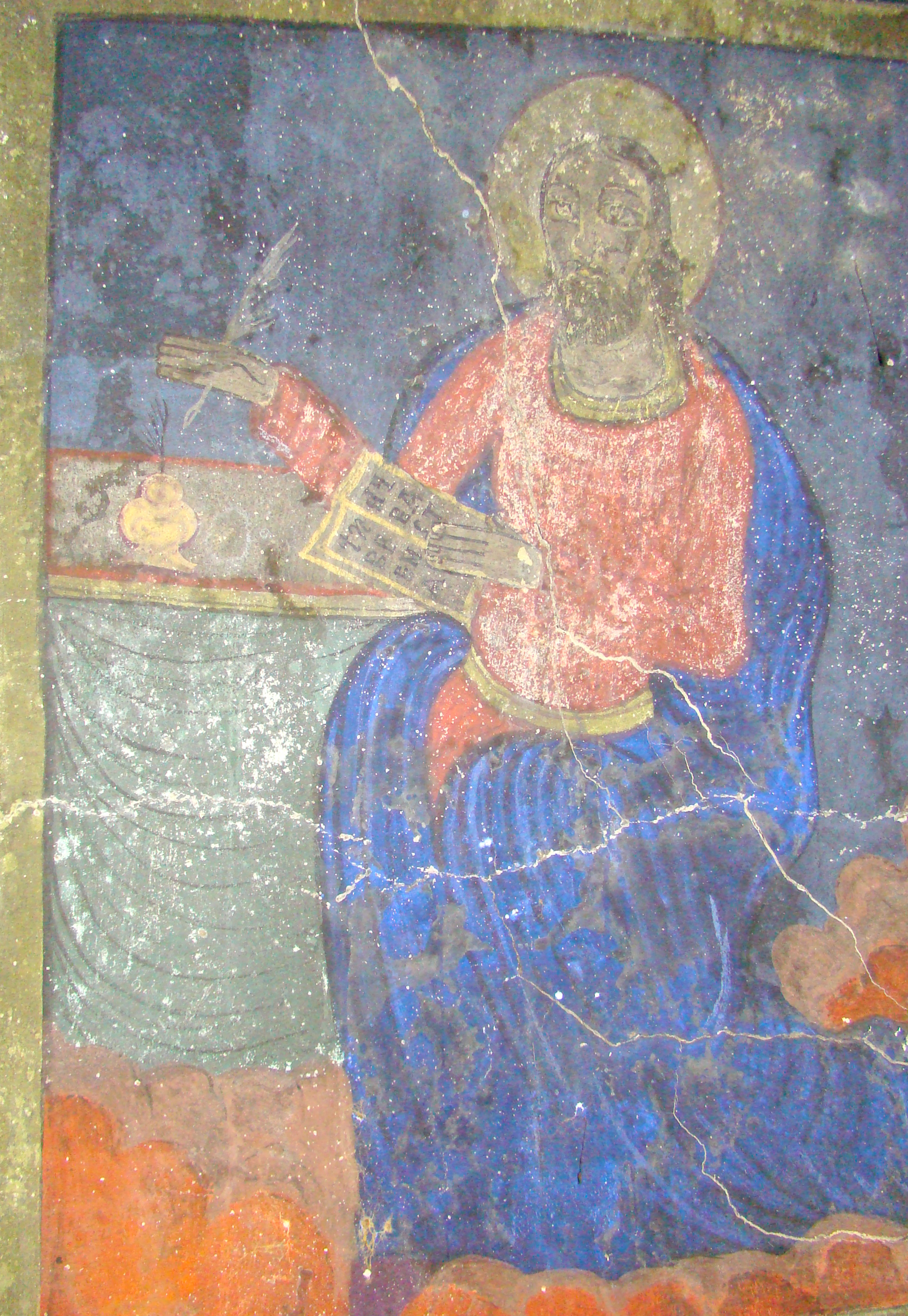
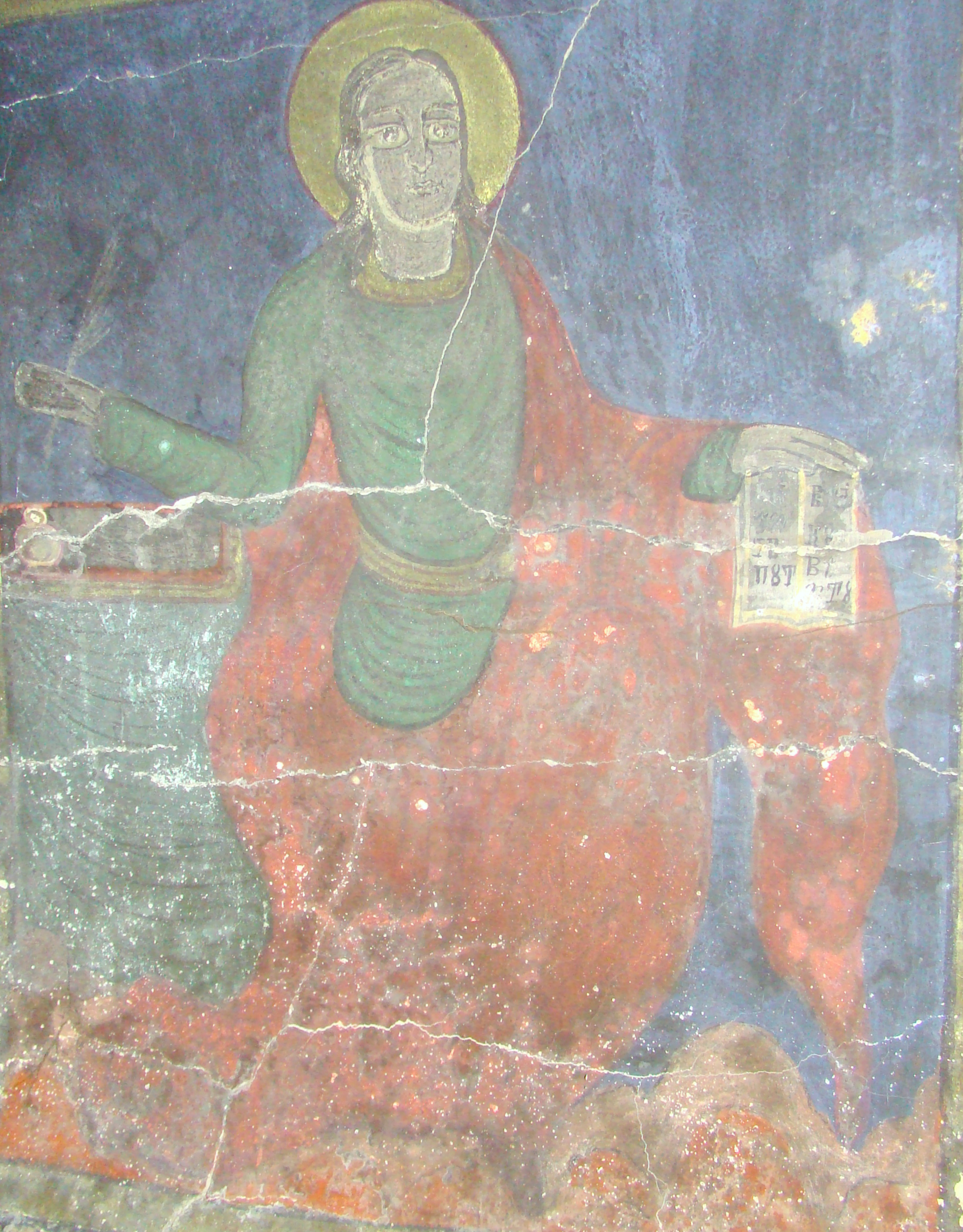
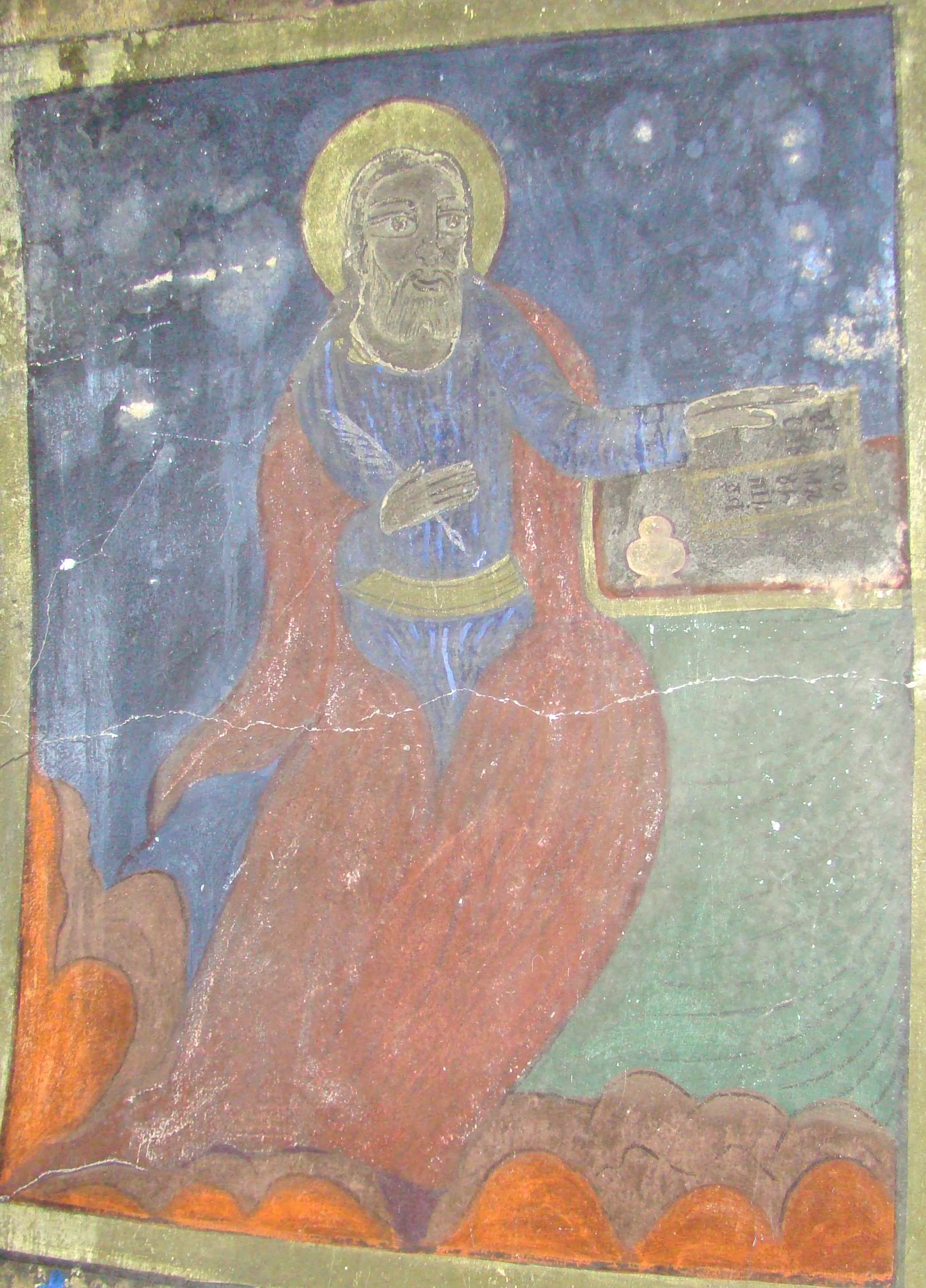
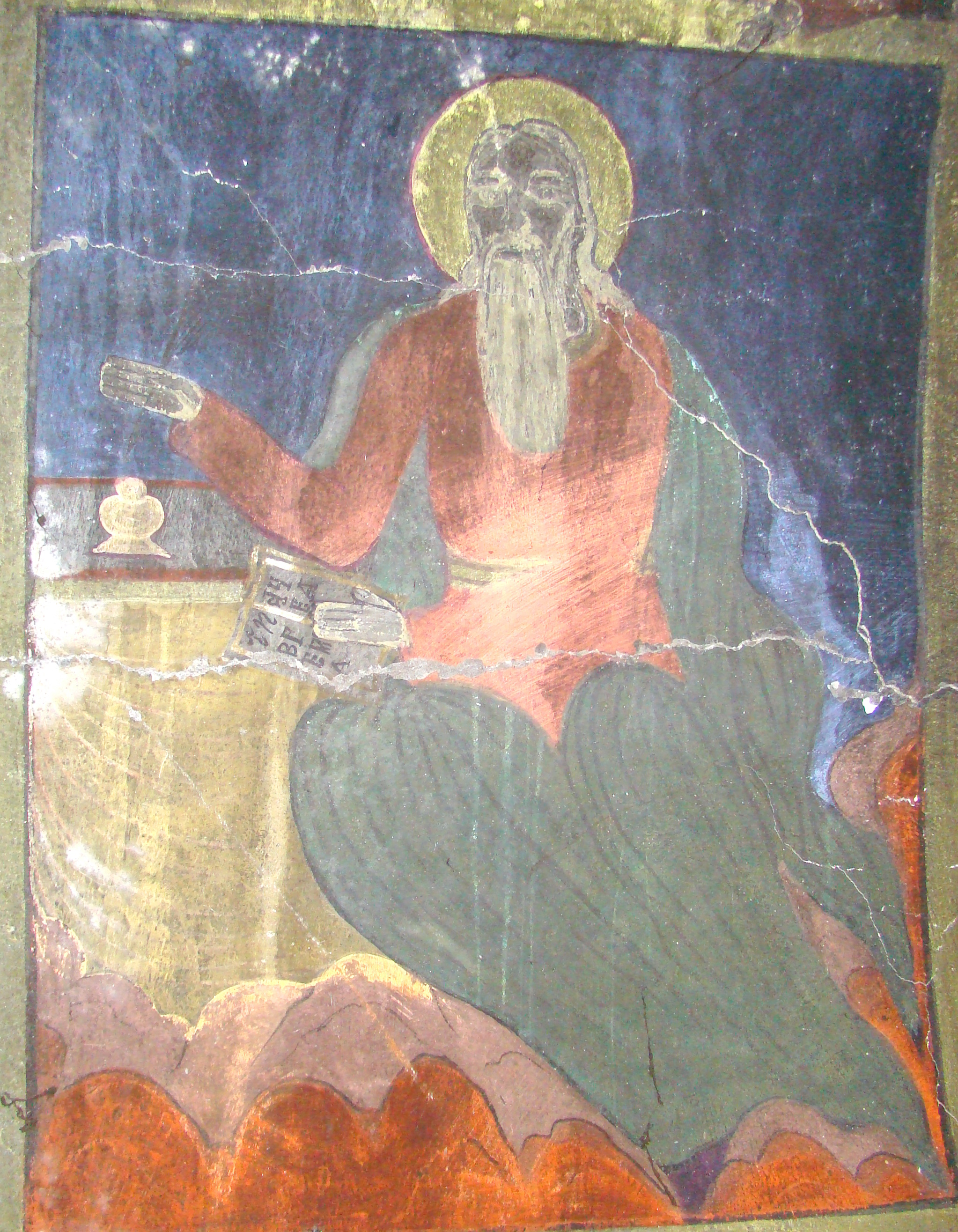
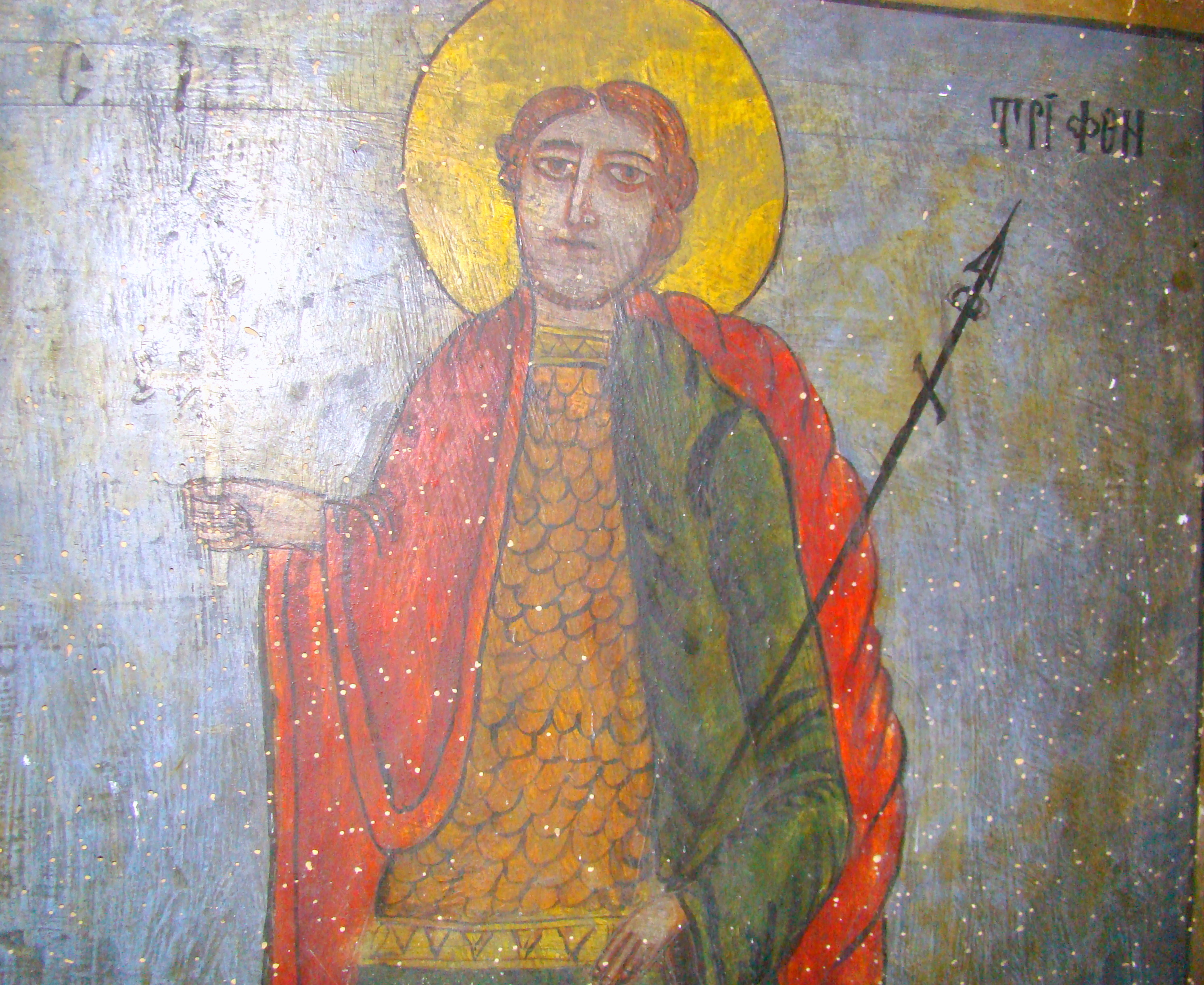
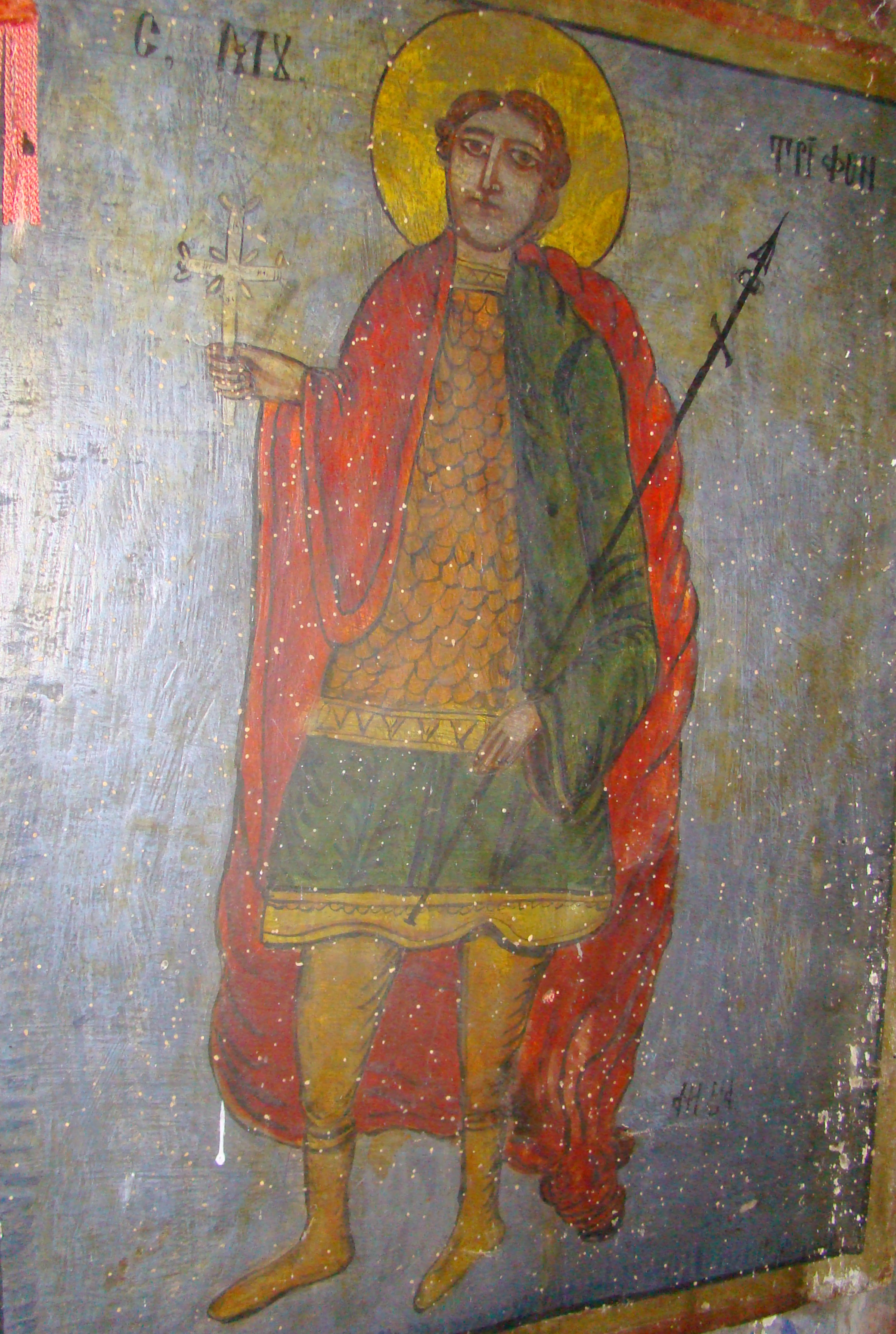
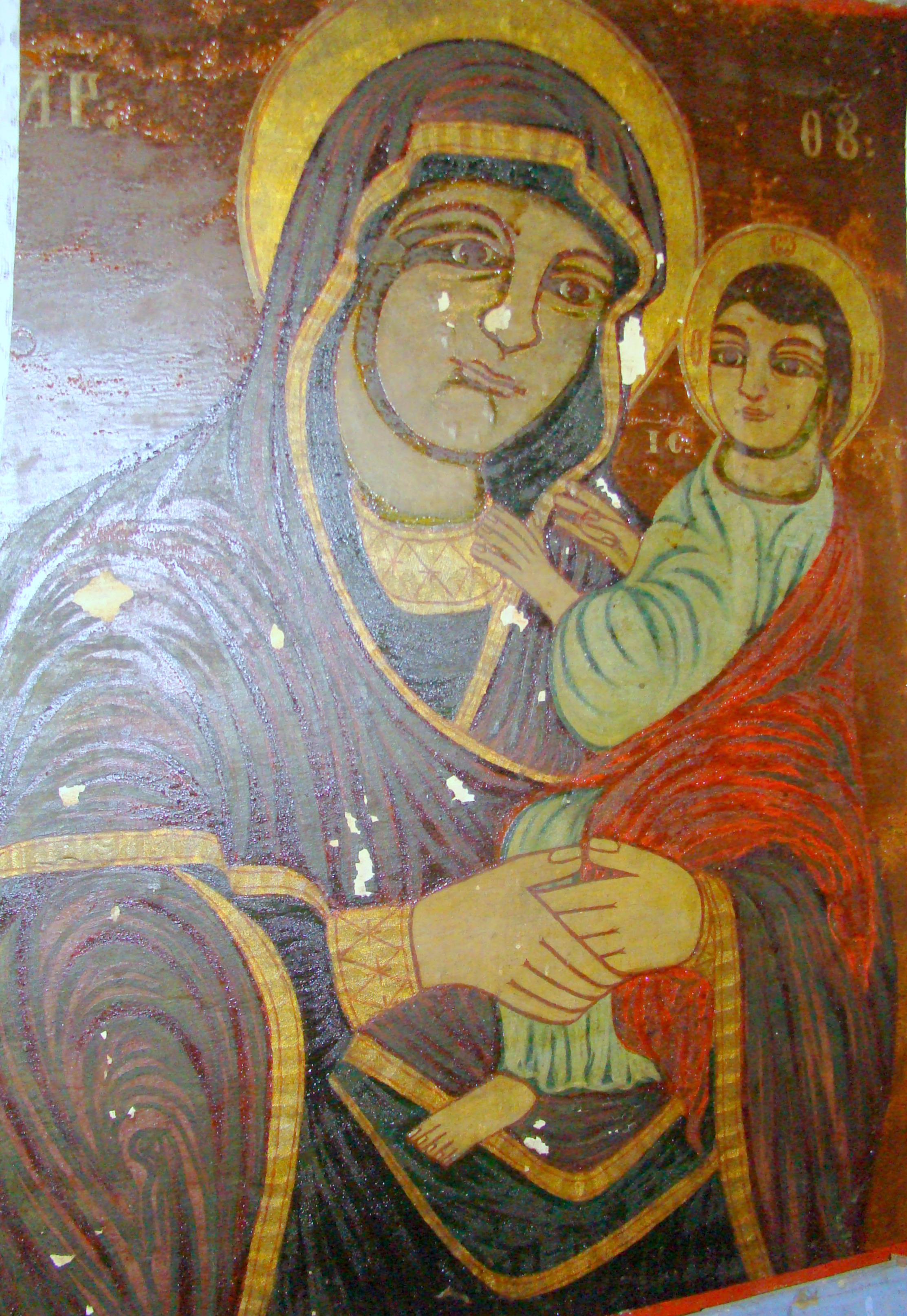
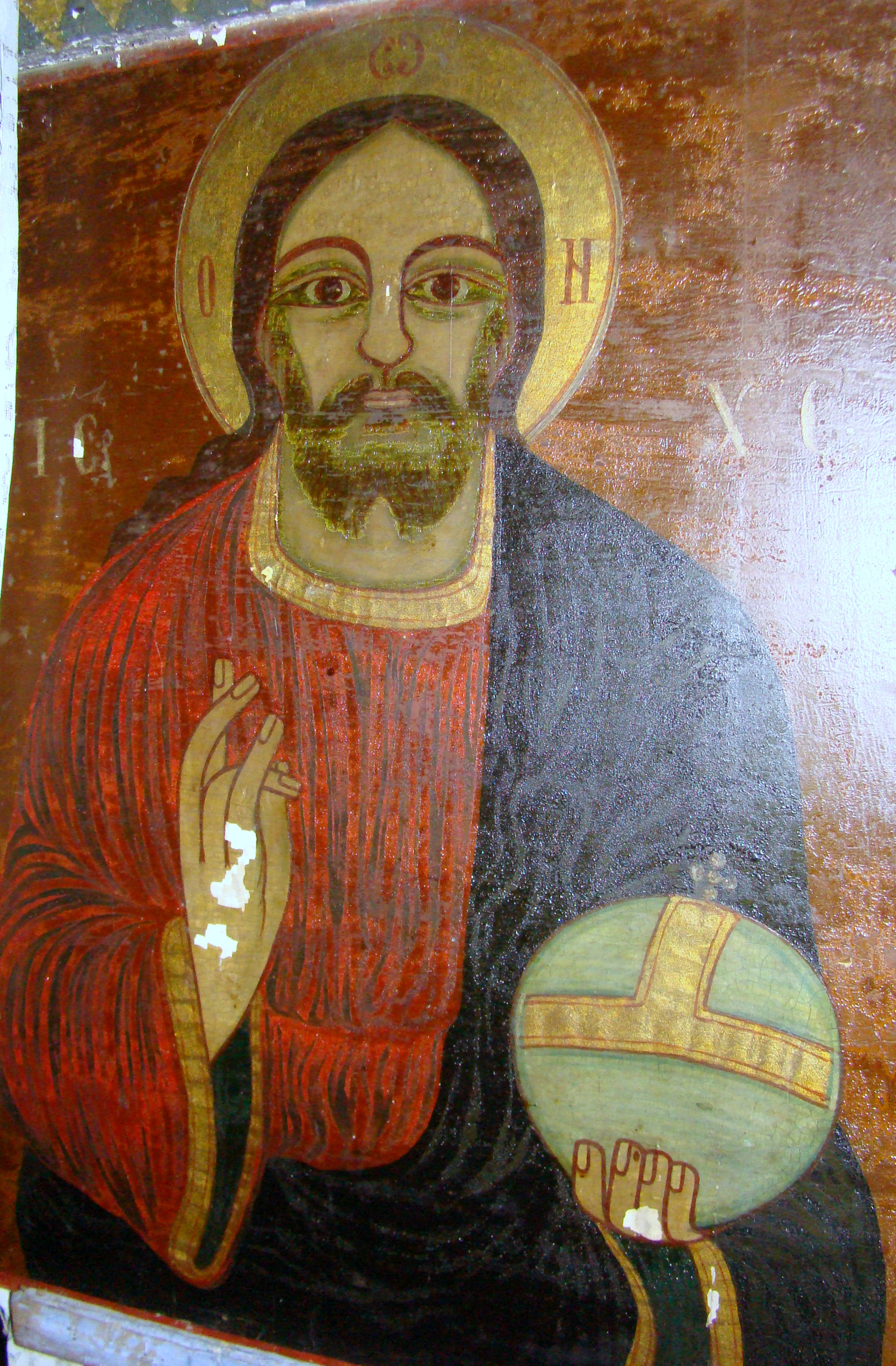
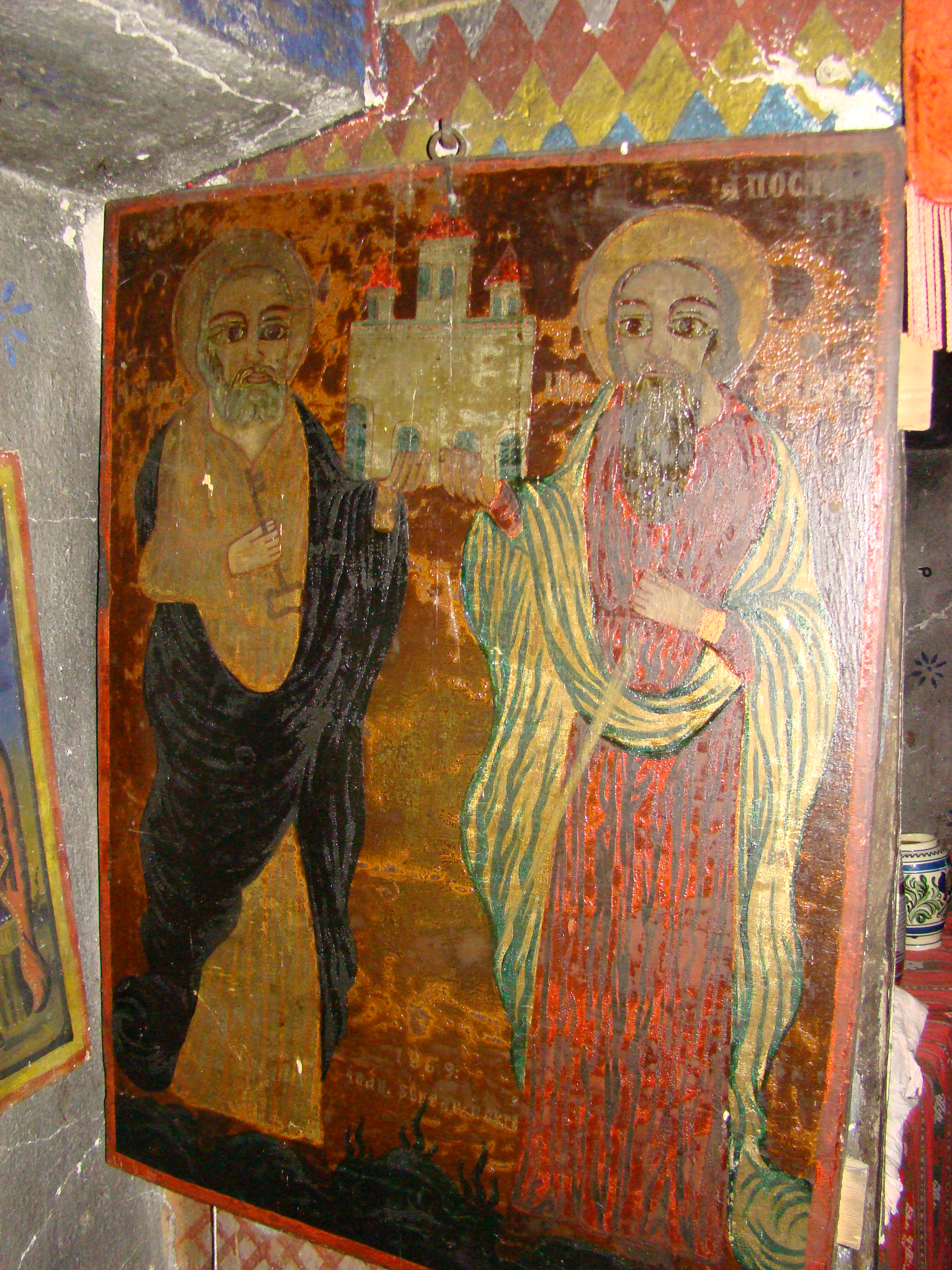
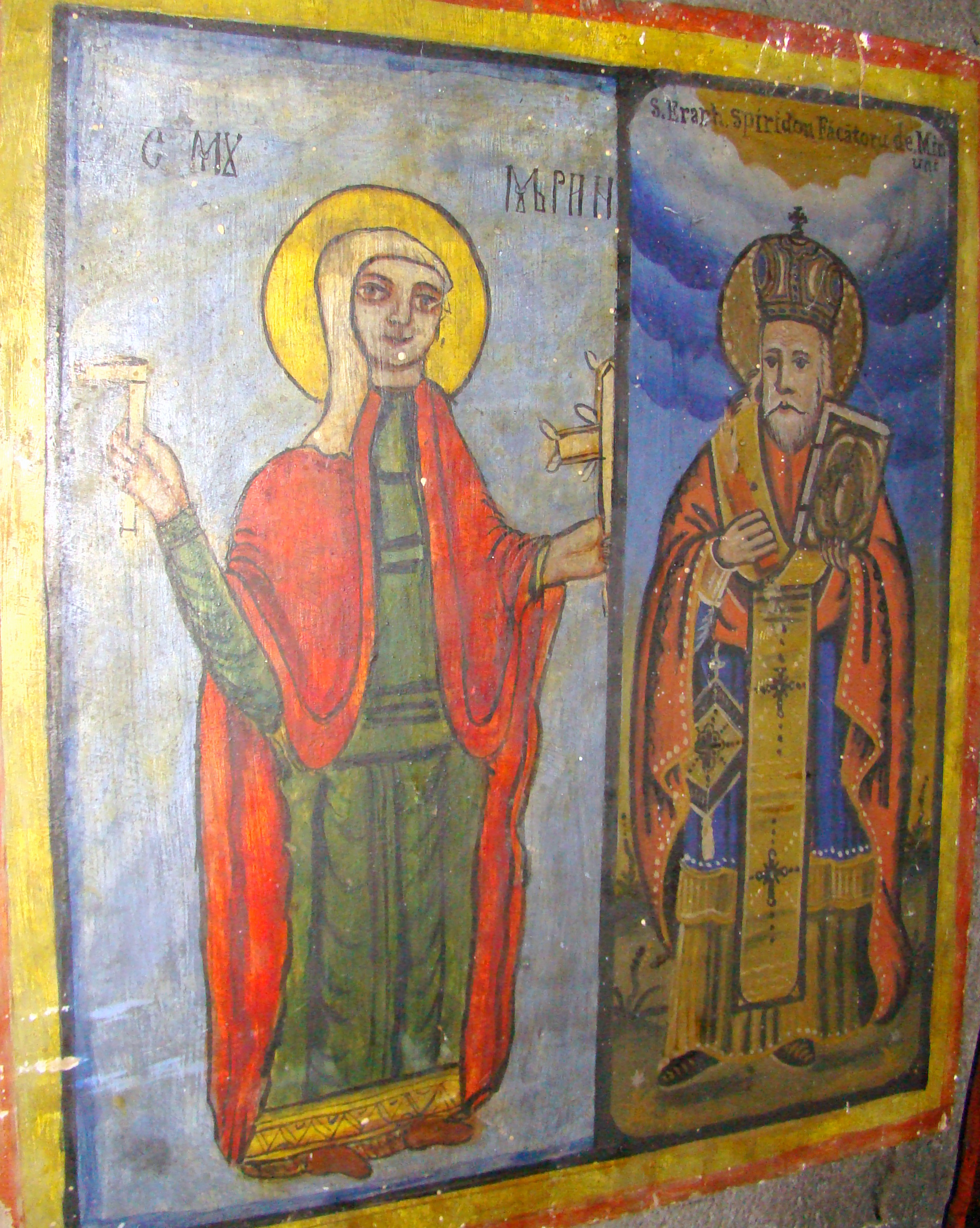
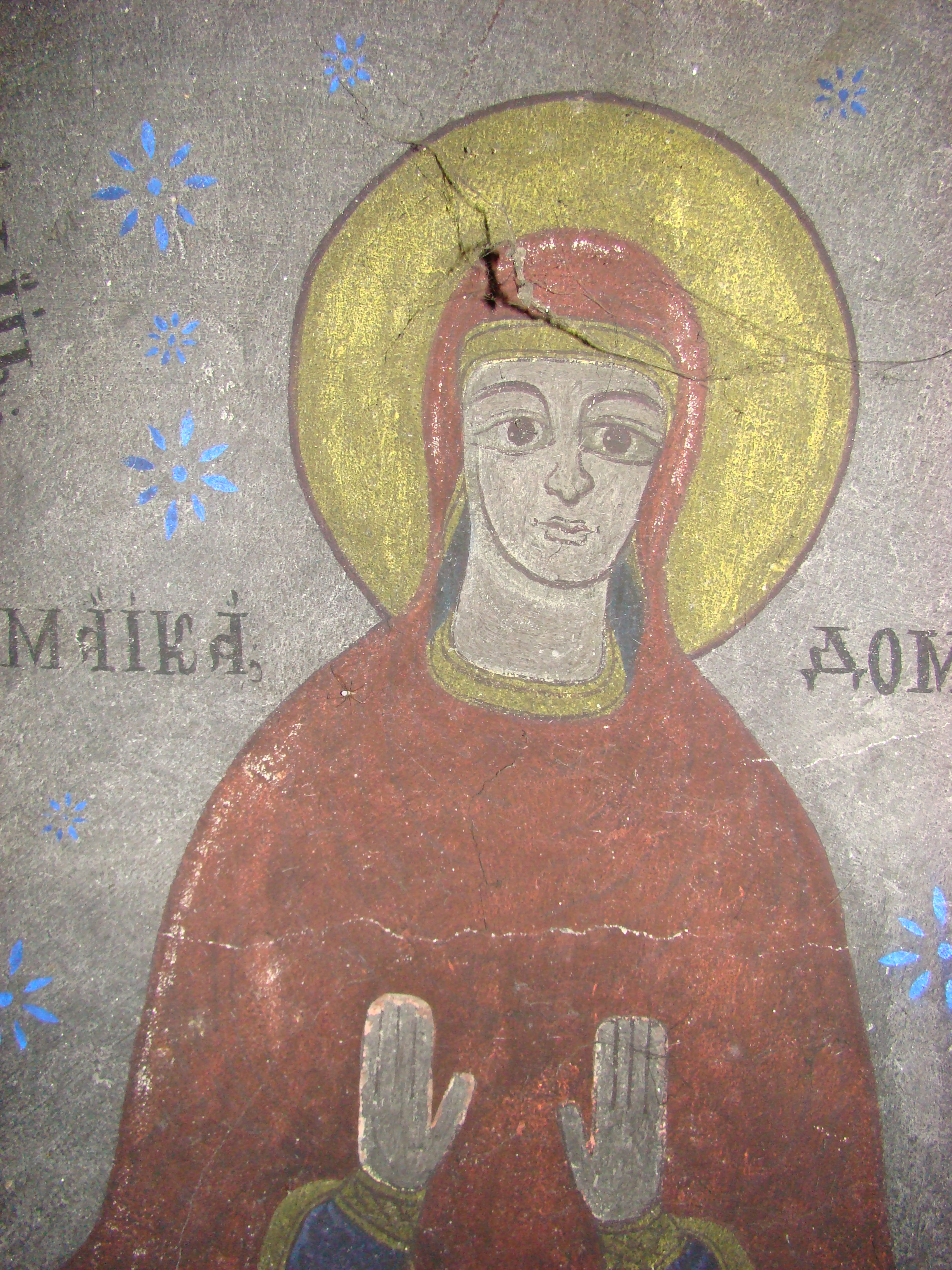
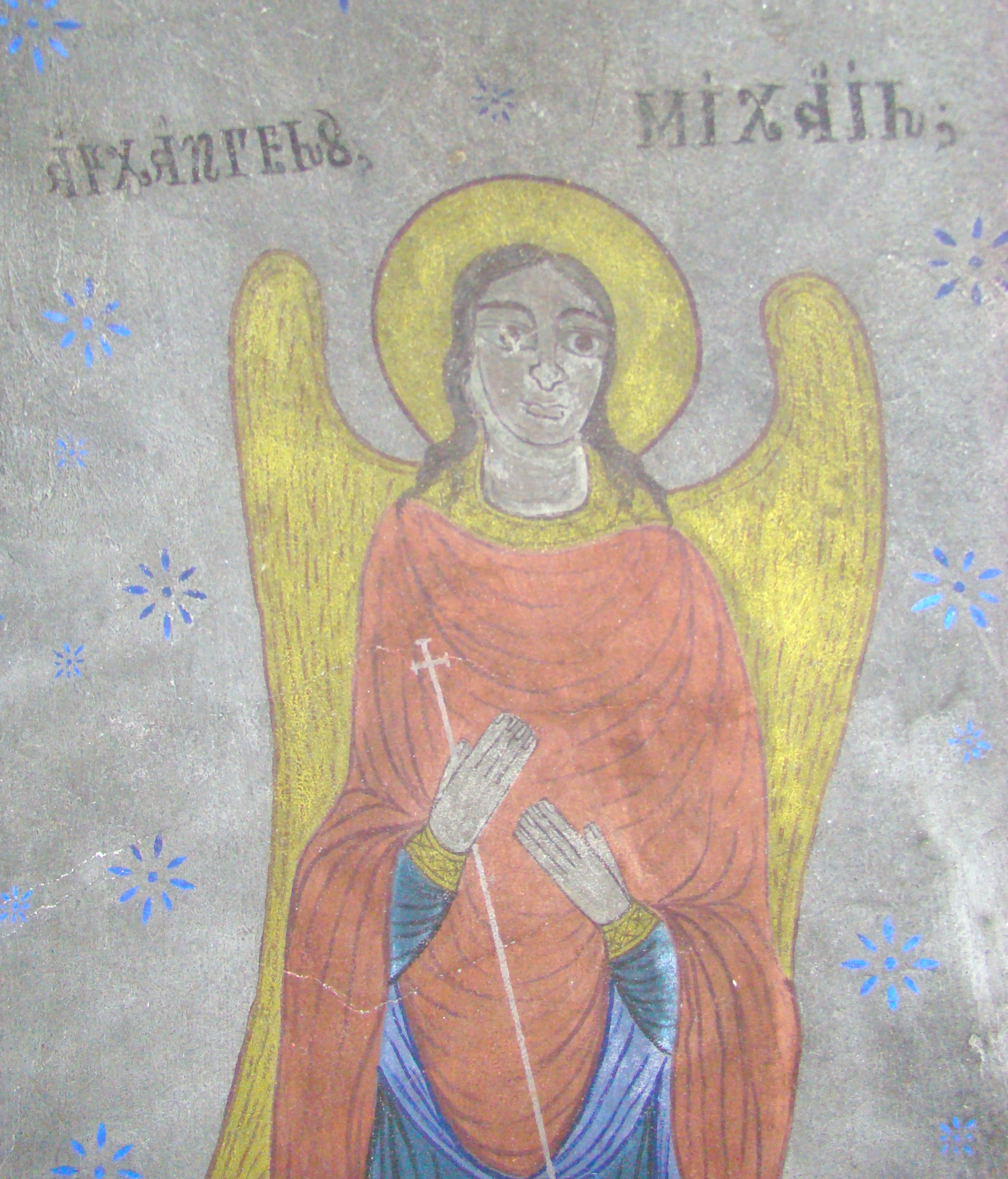
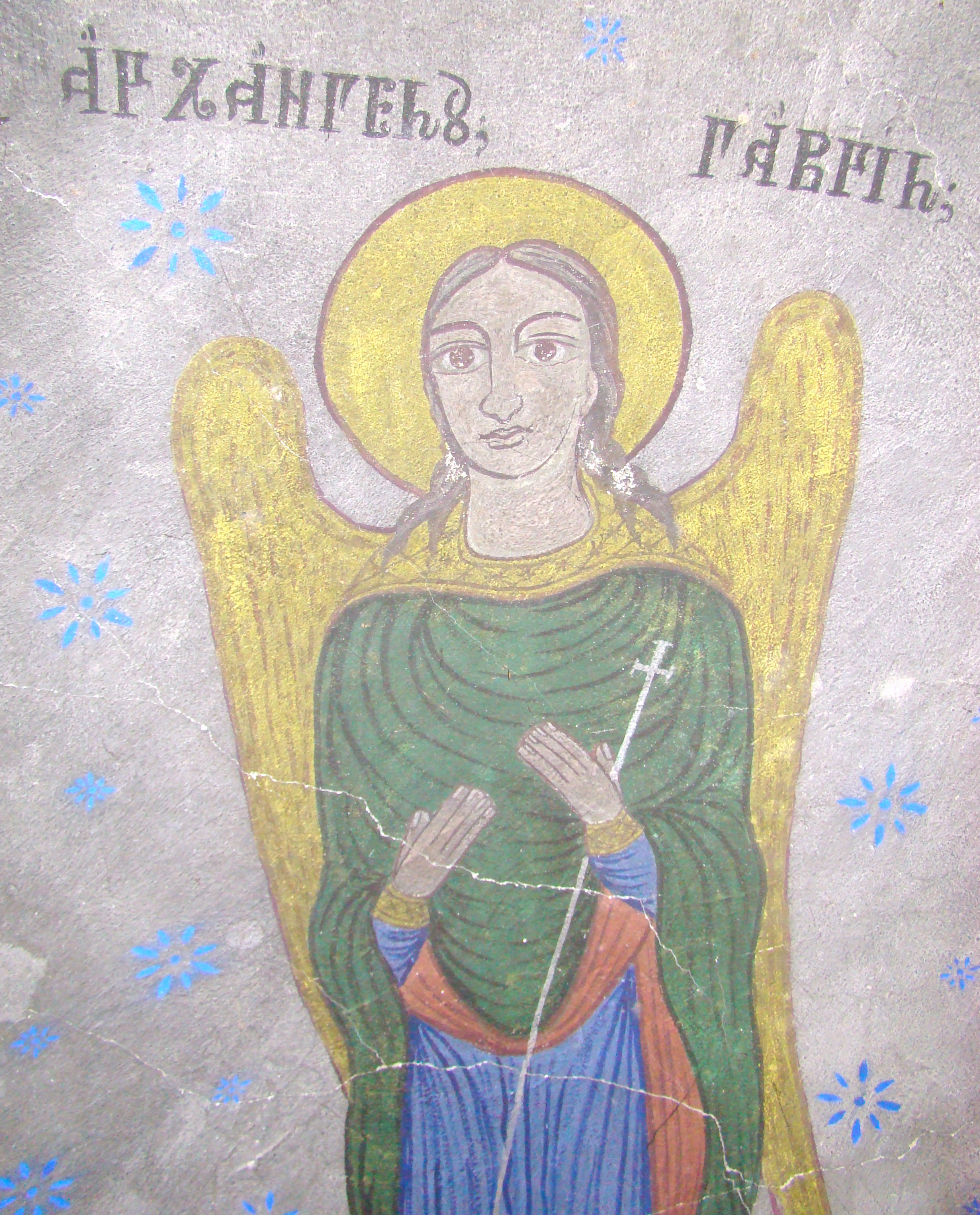
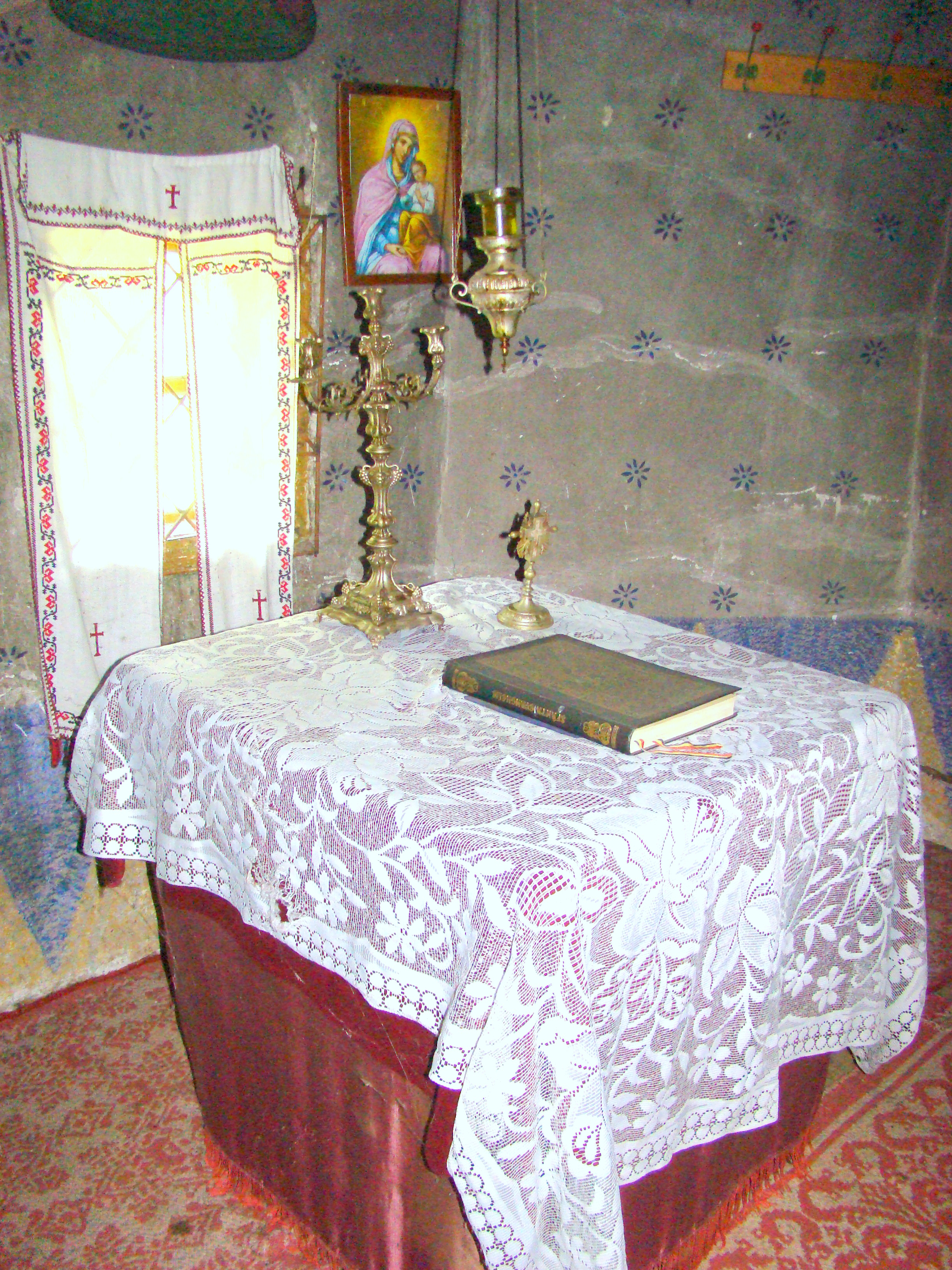
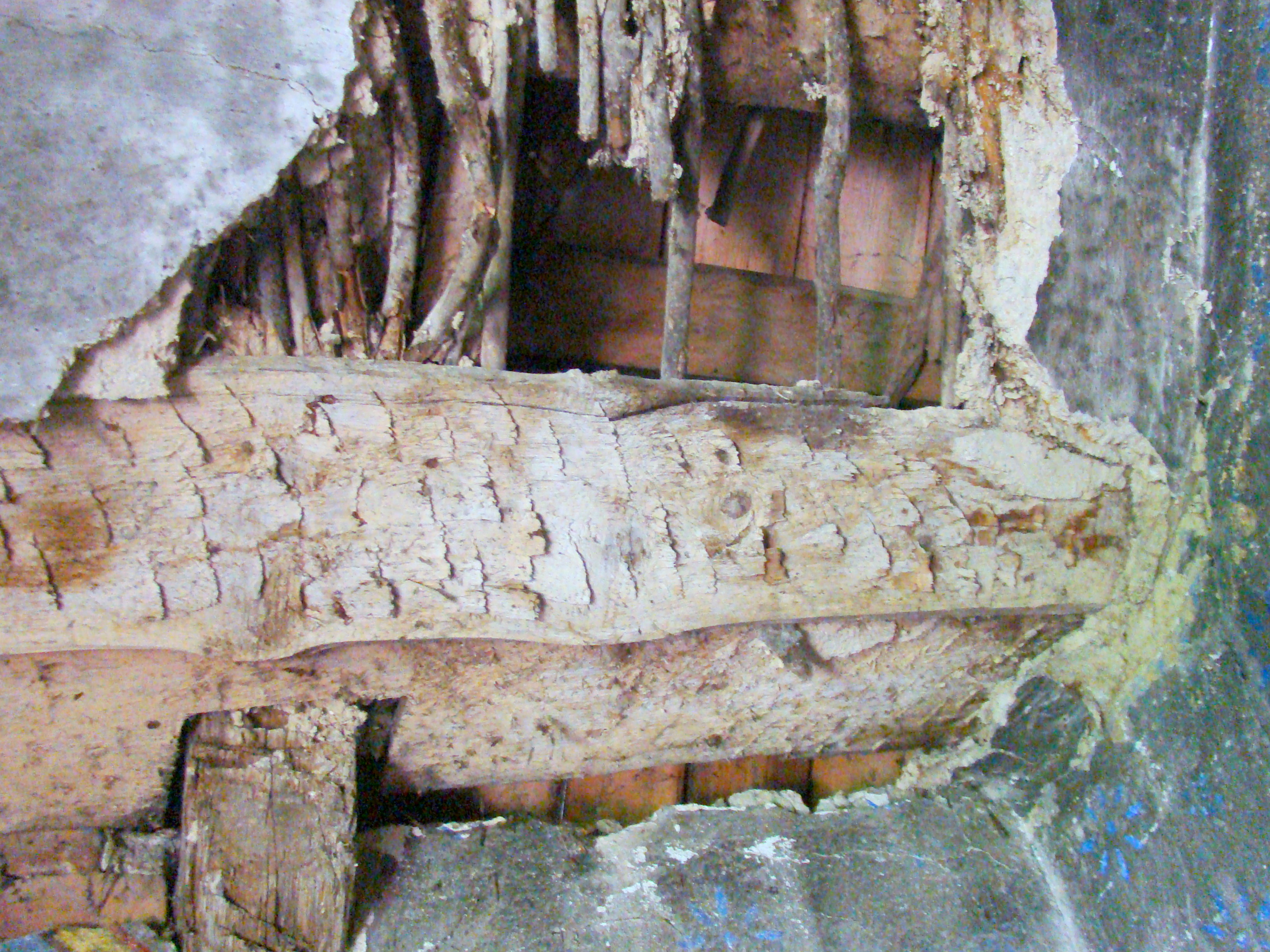
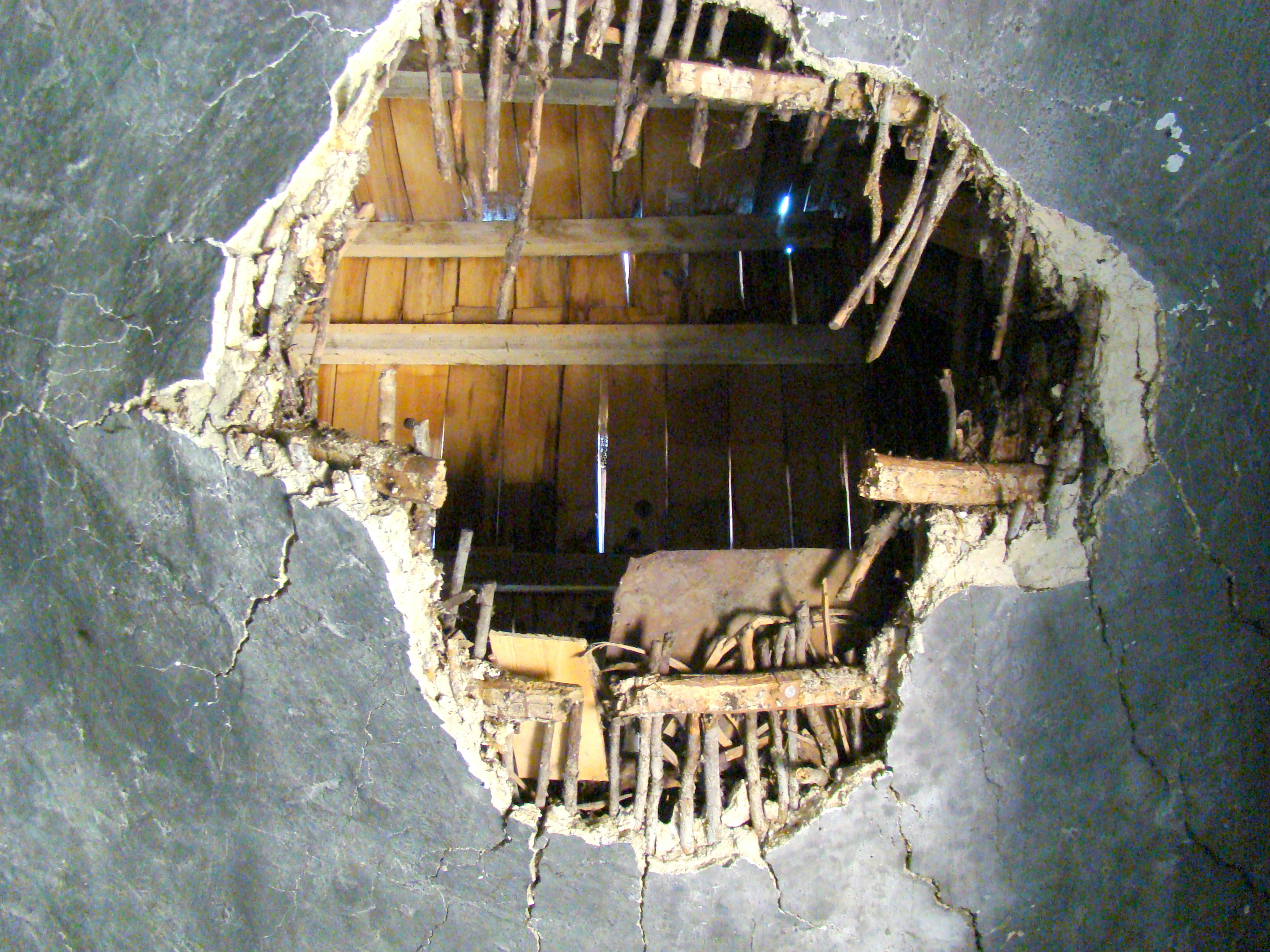
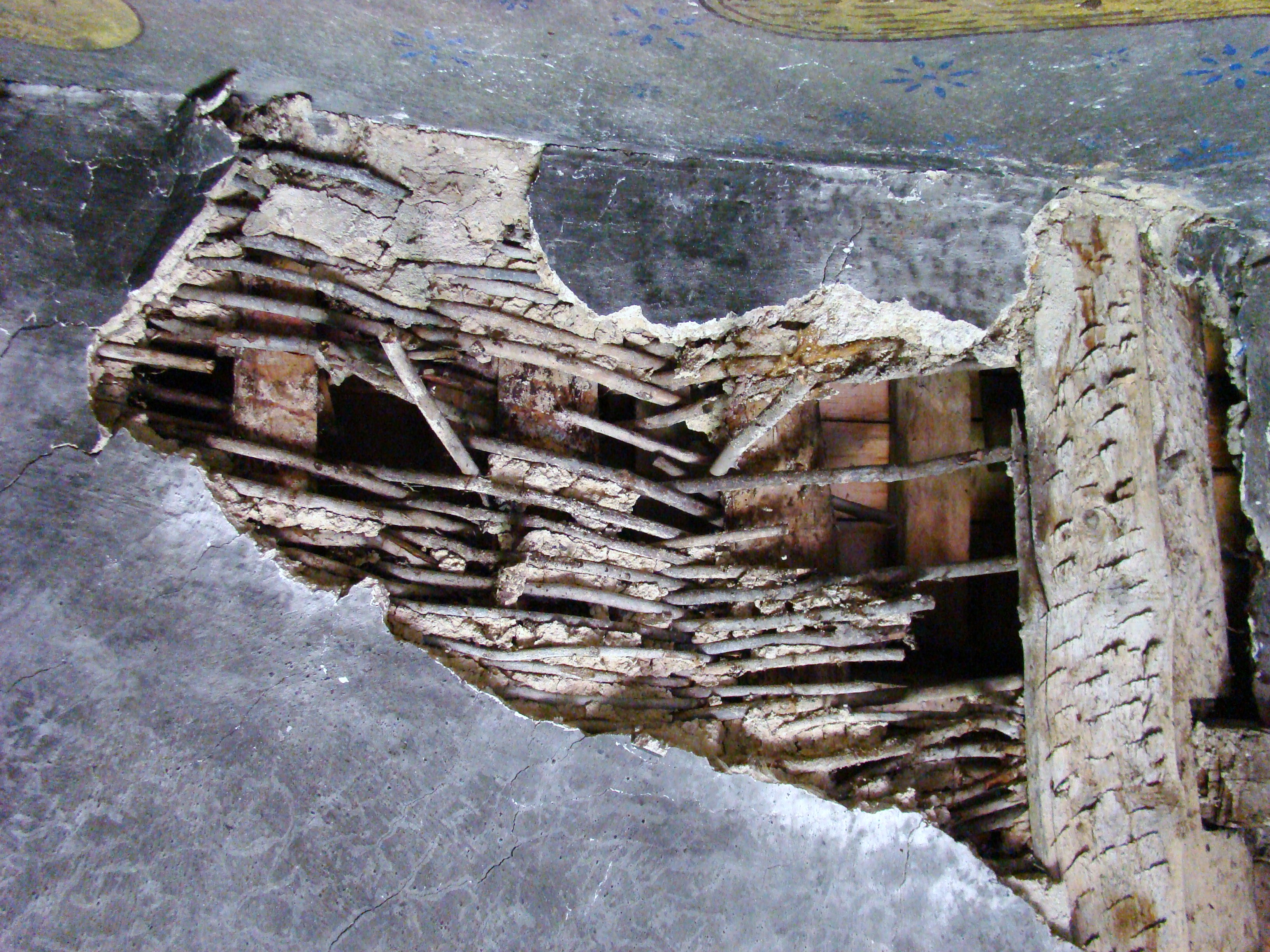

## Biserica ortodoxă cu hramurile „Sfinții Apostoli Petru și Pavel” și „Sfântul Mare Mucenic Dimitrie”

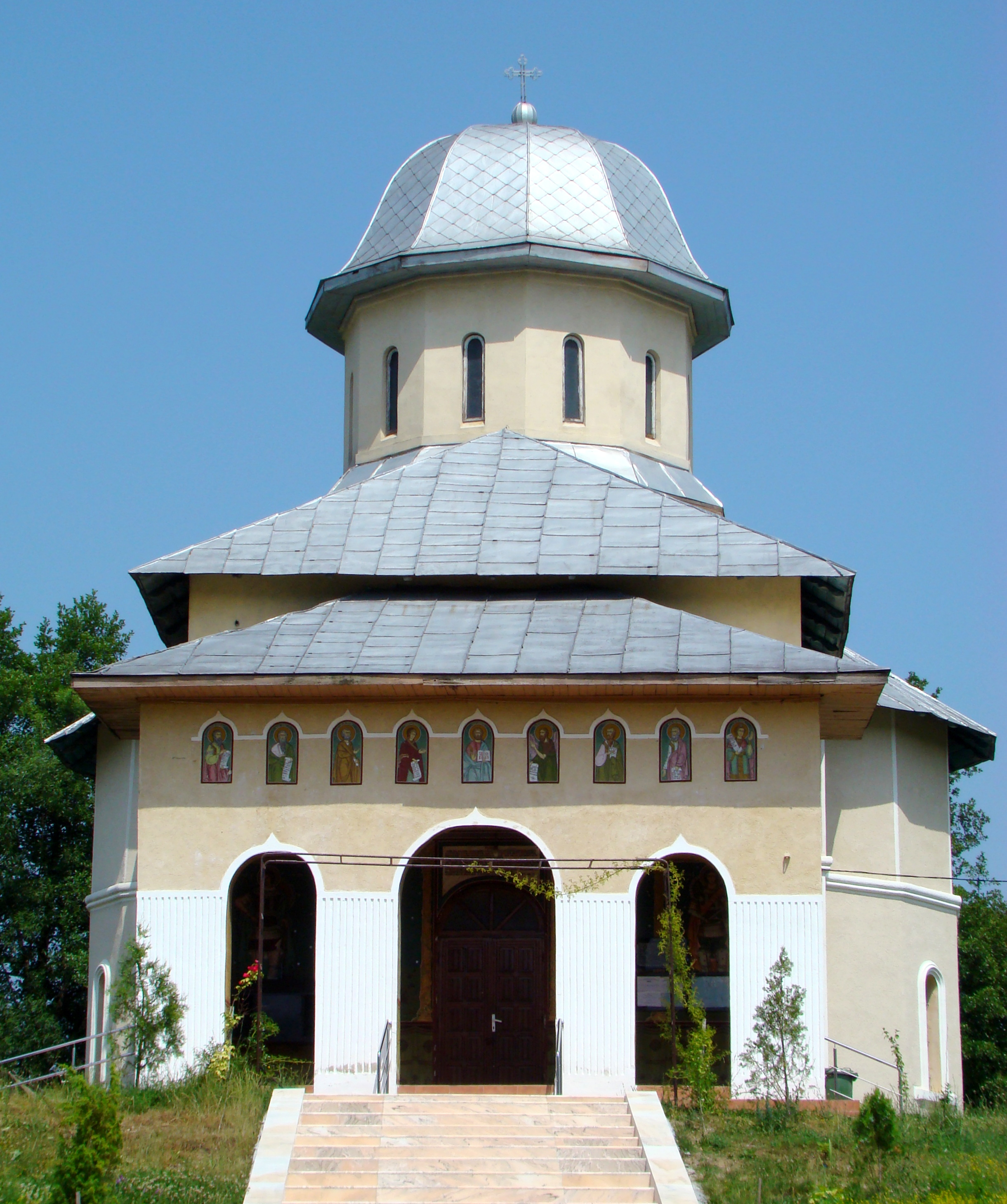
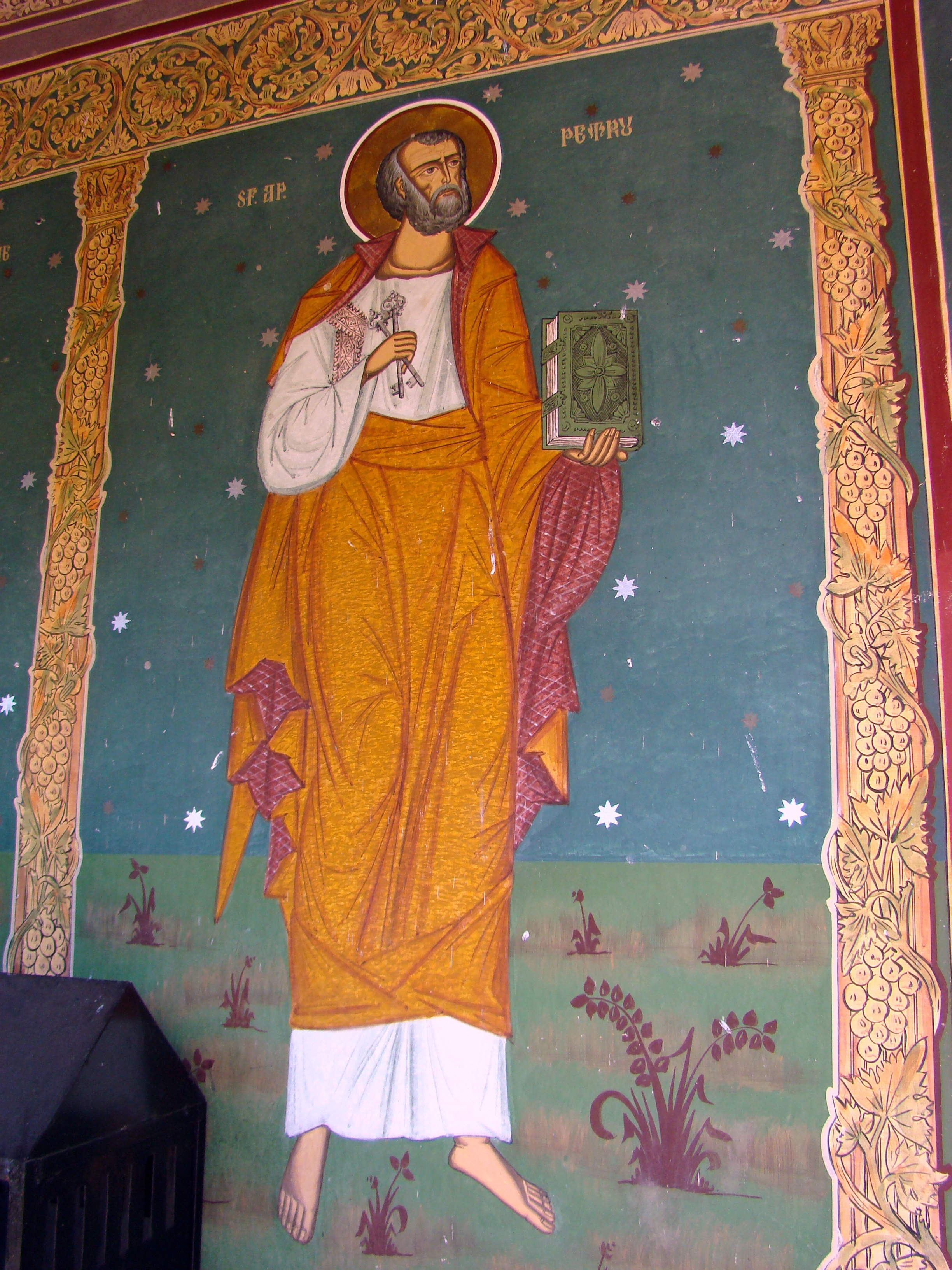
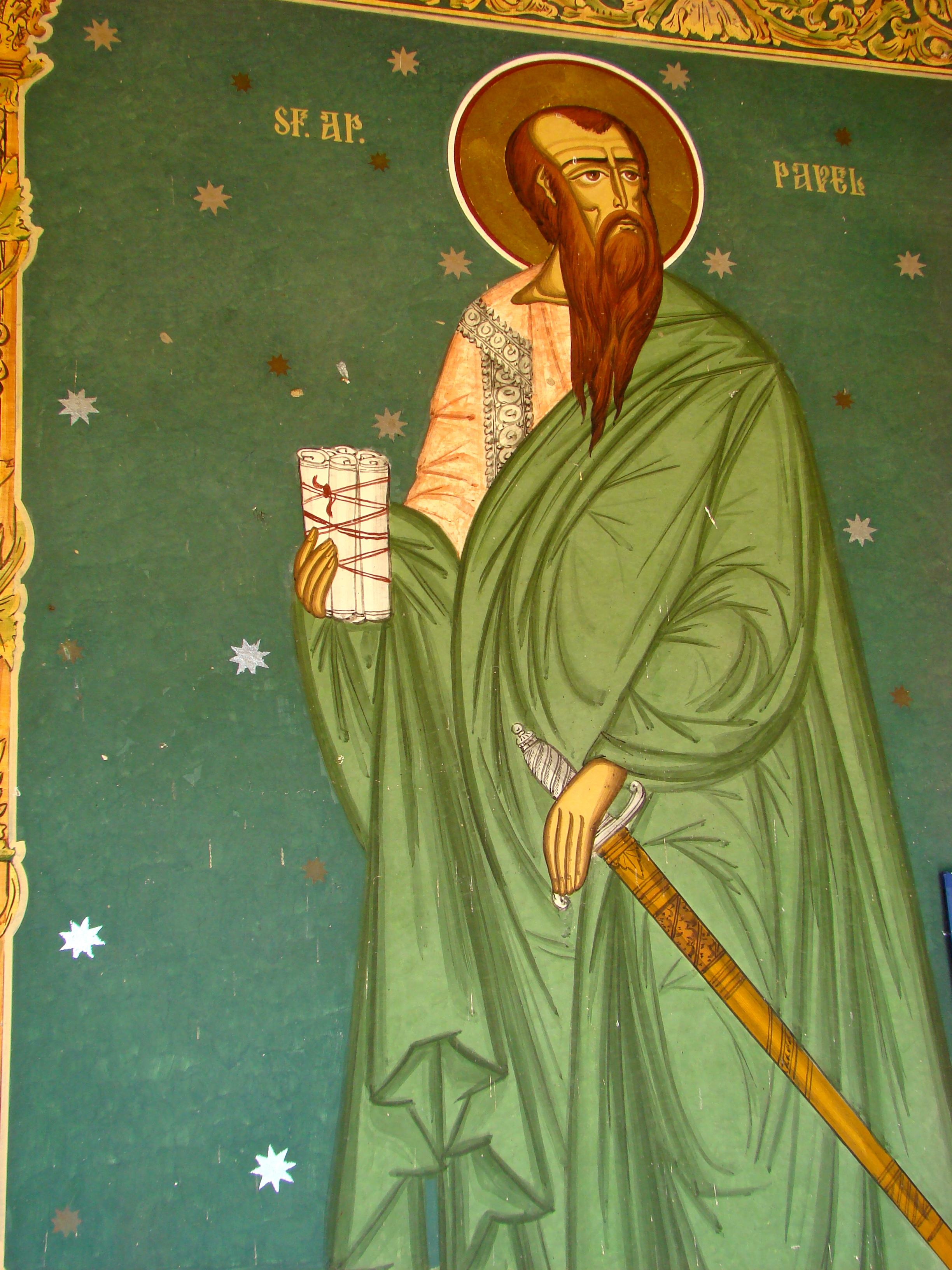
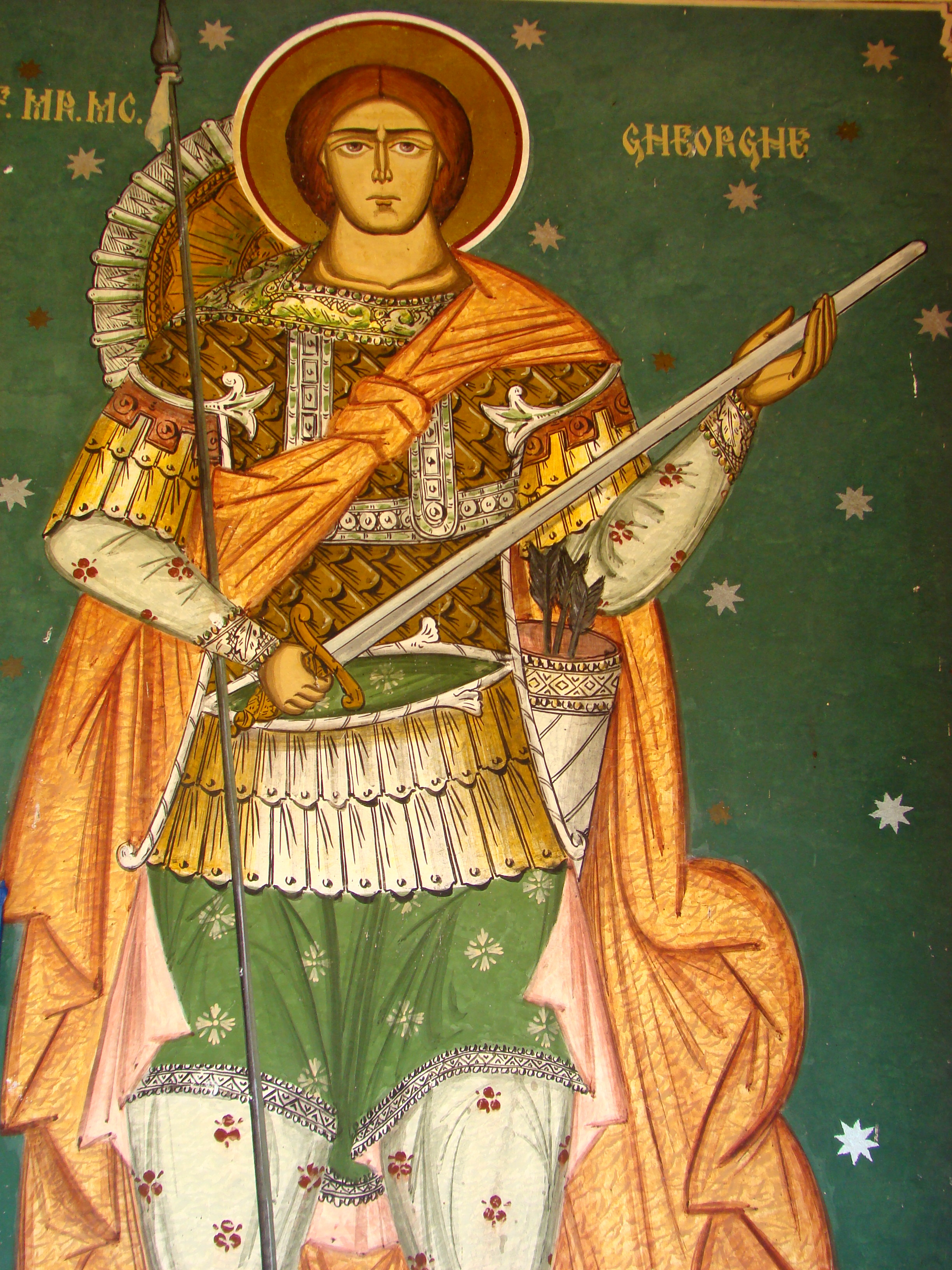
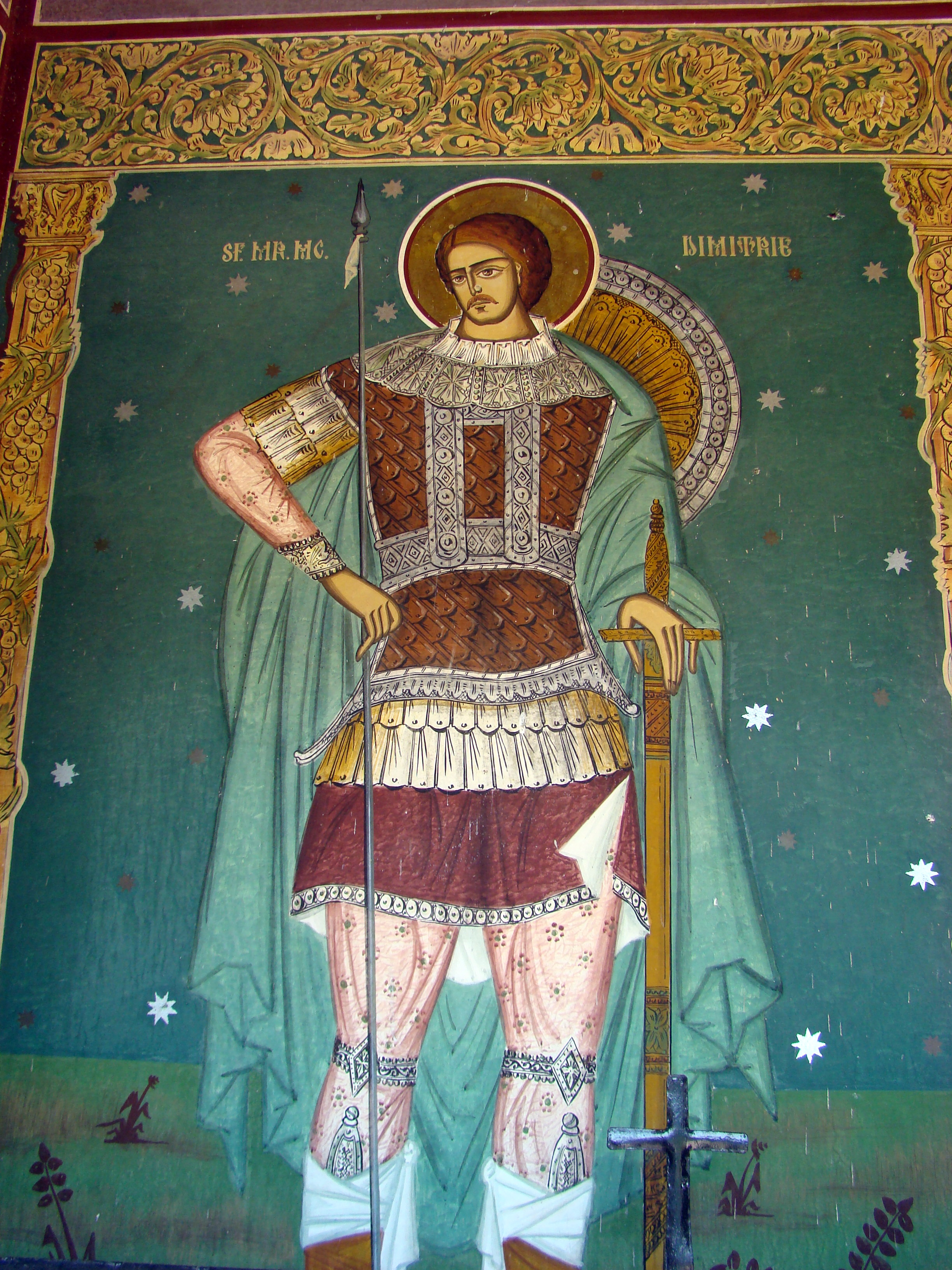
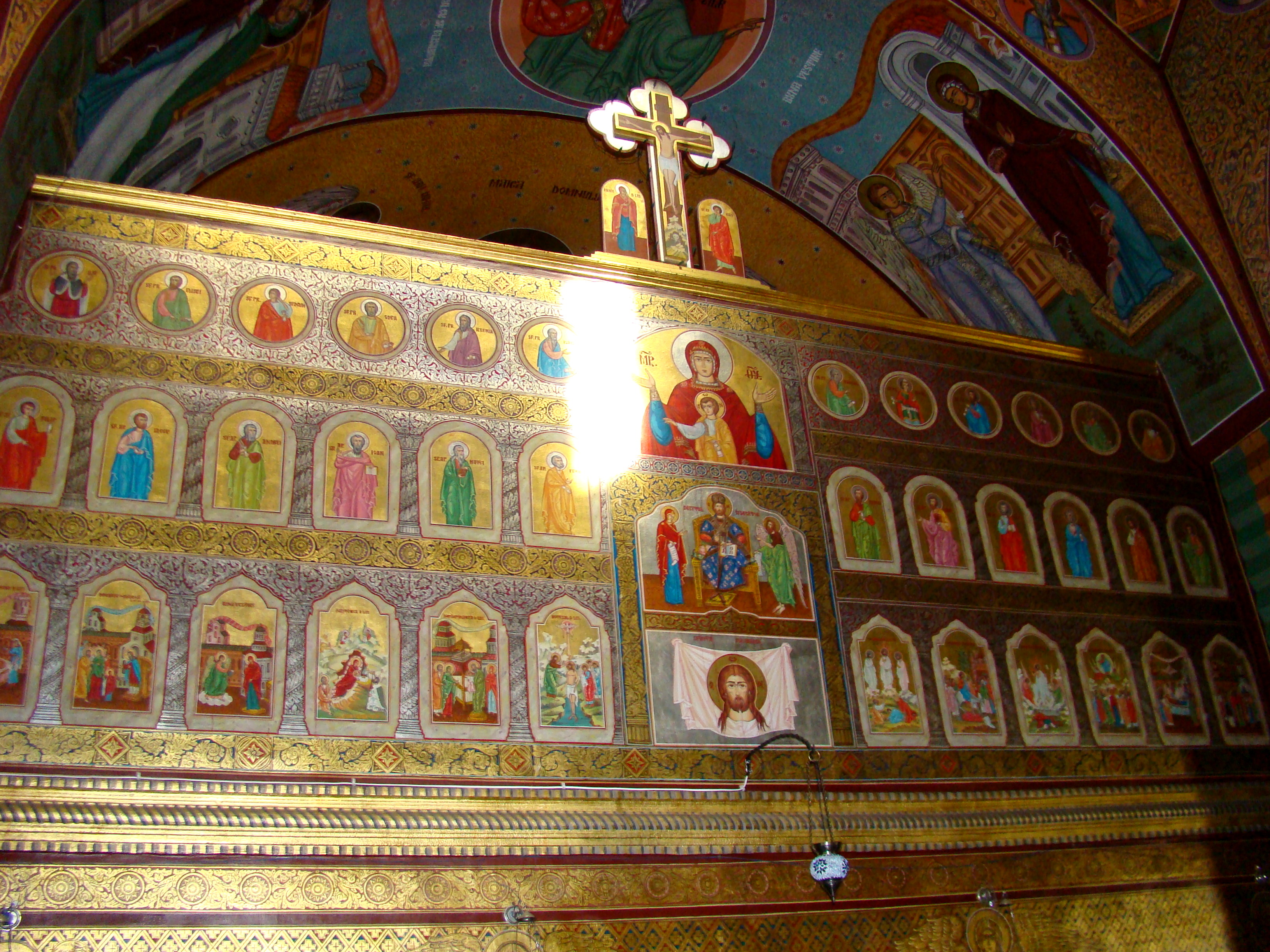
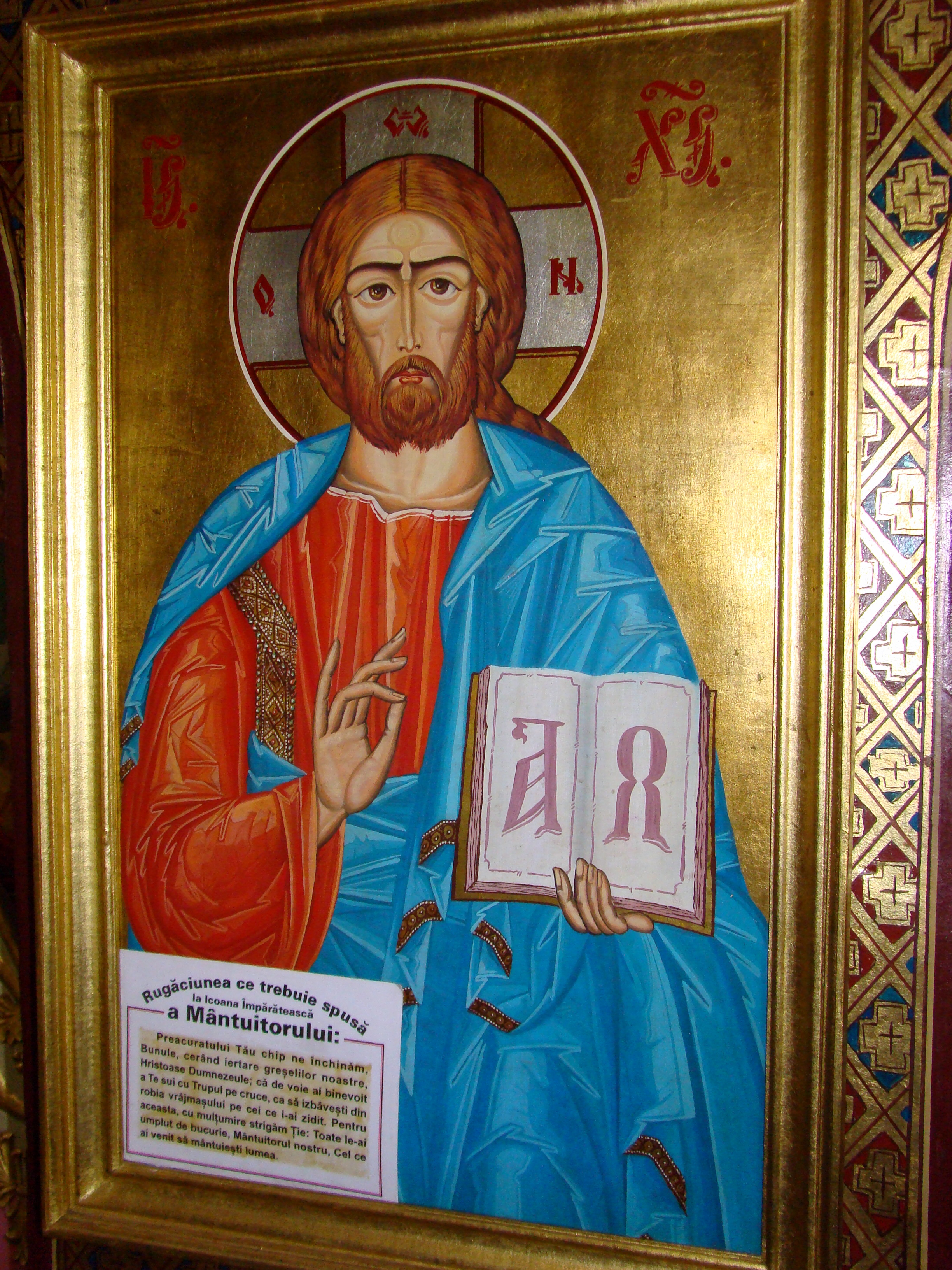
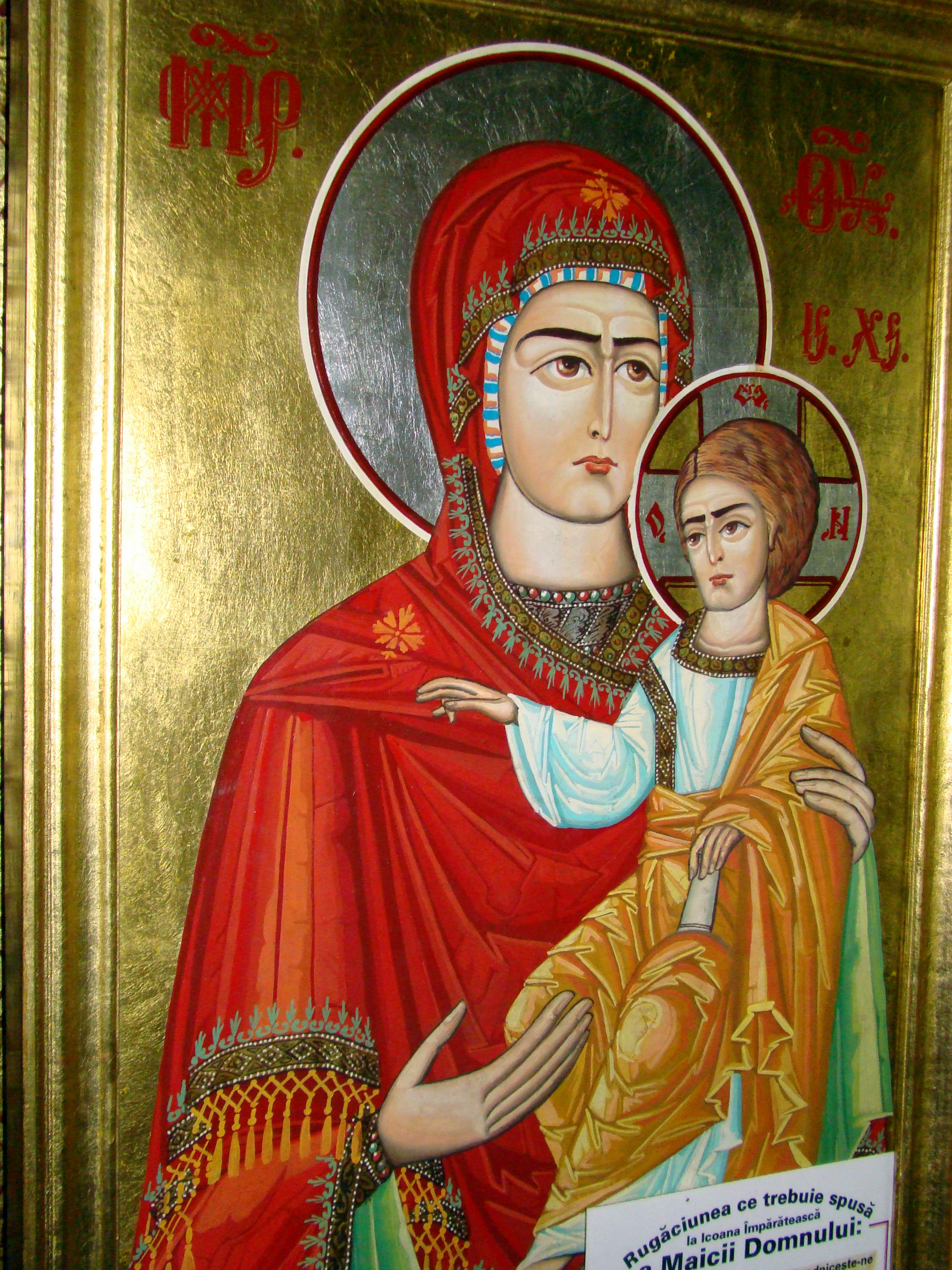
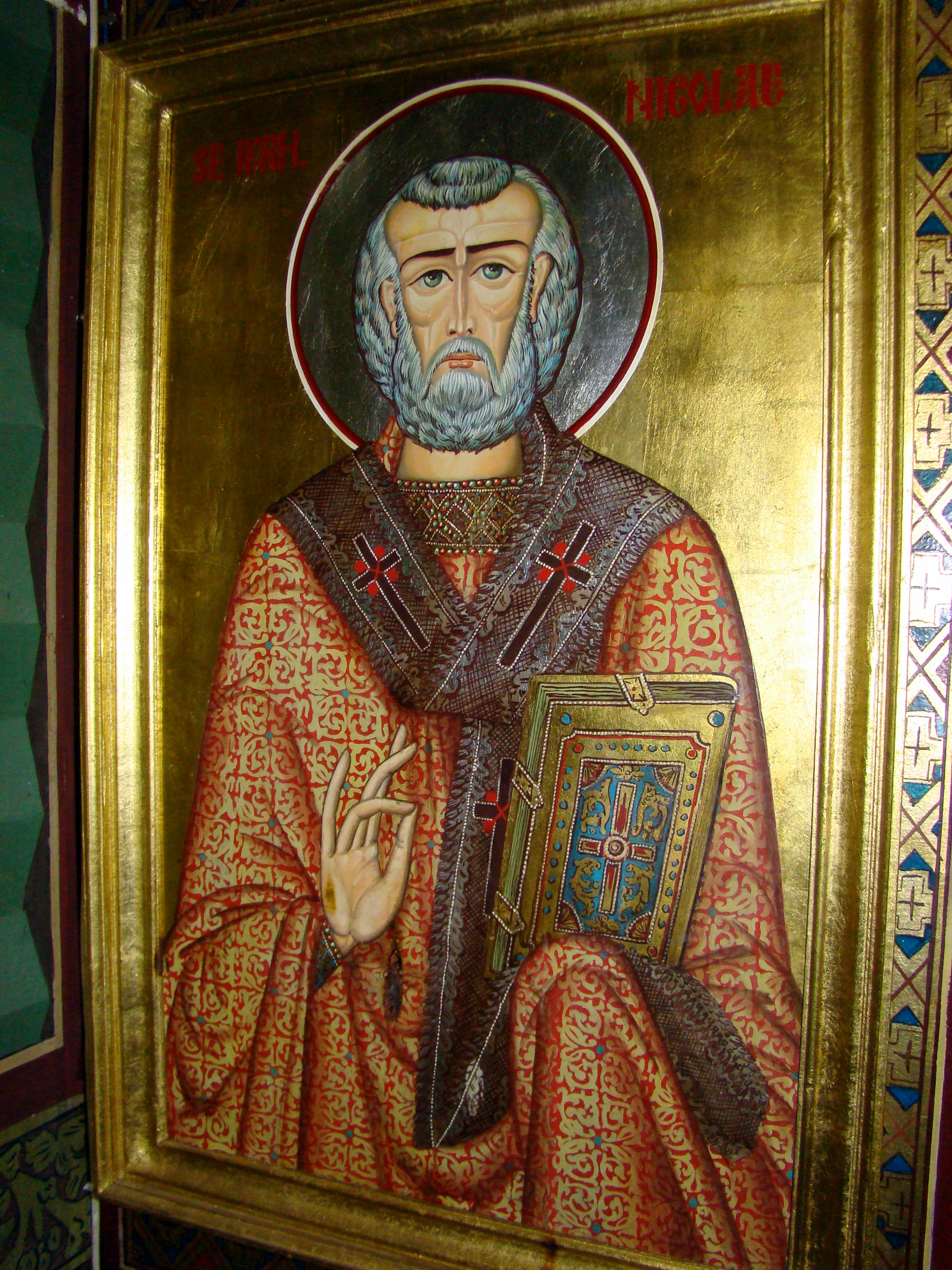
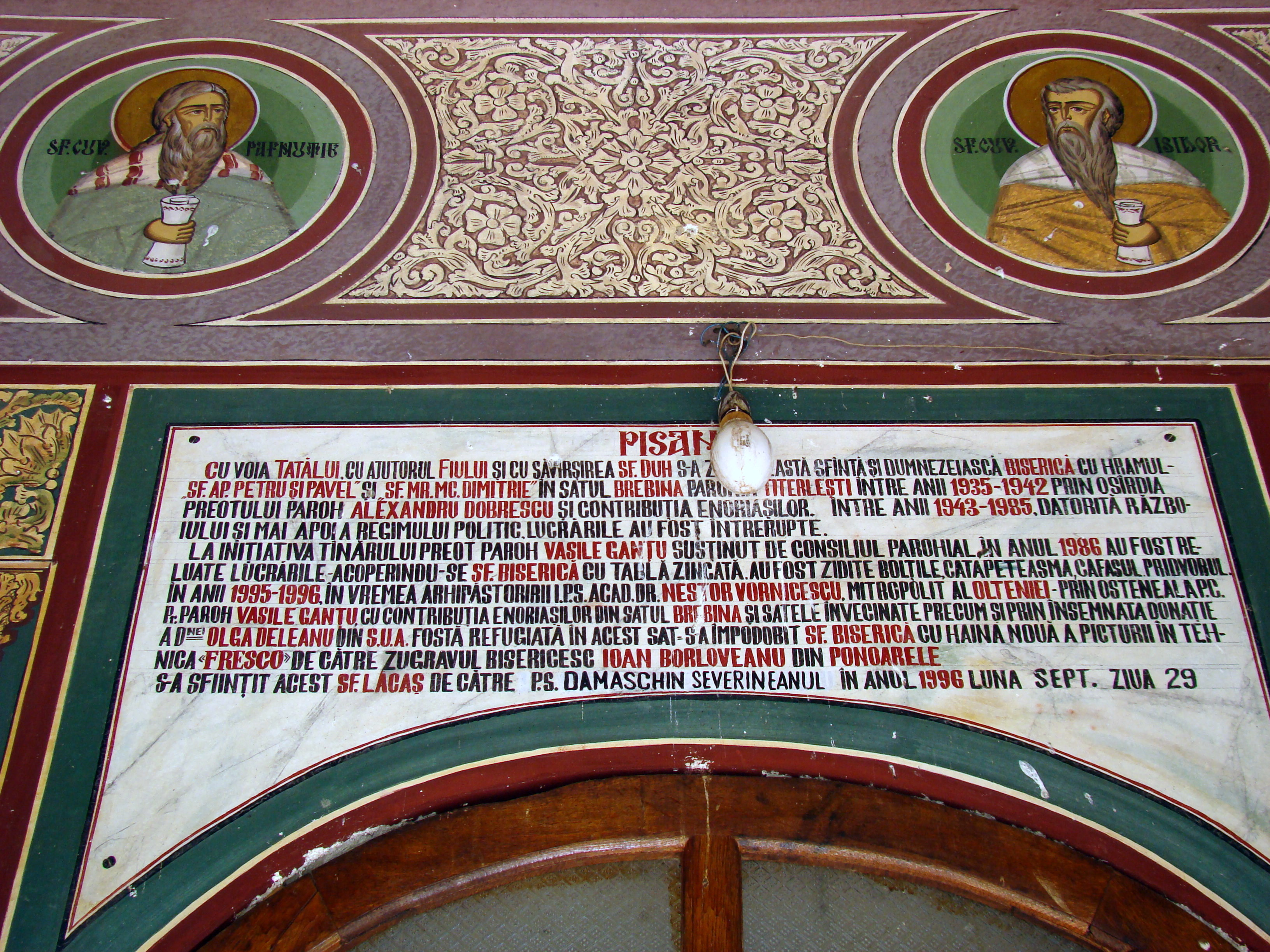